# Lady Gaga
Lady Gaga, pseudonimo di Stefani Joanne Angelina Germanotta (New York, 28 marzo 1986), è una cantautrice, compositrice, attrice e attivista statunitense.

Firma di Lady Gaga

Artista camaleontica e conosciuta per i modi eccentrici, trae il proprio nome d'arte dal brano Radio Ga Ga dei Queen. Lady Gaga si è affermata nel panorama musicale tanto per il suo atteggiamento provocatorio quanto per la qualità delle sue esibizioni dal vivo; in molti, infatti, l'hanno definita una delle migliori interpreti pop del XXI secolo.
L'artista, sotto contratto con la Interscope Records, ha debuttato nel 2008 con l'album The Fame, incluso dalla rivista Rolling Stone tra i cento migliori album di debutto della storia; da esso sono stati estratti vari singoli, tra cui Just Dance e Poker Face, di grande successo mondiale. A The Fame ha fatto seguito nel 2009 l'EP The Fame Monster, dal quale sono stati estratti i singoli Bad Romance, Telephone e Alejandro. Il secondo album in studio della cantante, Born This Way, pubblicato nel 2011, ha raggiunto il primo posto negli Stati Uniti d'America e in altri venti stati; il singolo omonimo fu inoltre il più veloce della storia a raggiungere un milione di copie vendute nelle vendite su iTunes, cifra raggiunta in soli cinque giorni. Anche i successivi album in studio Artpop (2013), Cheek to Cheek (2014, con Tony Bennett) e Joanne (2016), insieme alla colonna sonora A Star Is Born Soundtrack, hanno raggiunto la vetta della Billboard 200. Il suo sesto album in studio, Chromatica, uscito nel 2020, ha segnato il ritorno della cantante alle sonorità dance pop degli esordi ed è stato promosso da tre singoli, tra cui Rain on Me con Ariana Grande, che ha debuttato direttamente in vetta nella Billboard Hot 100. Tale album è diventato il sesto consecutivo dell'artista a debuttare in vetta alla Billboard 200, rendendola la cantante più veloce nella storia a riuscirci, in nove anni e due giorni. A gennaio 2025 Lady Gaga ha inoltre raggiunto un nuovo traguardo, dopo che il suo brano Die with a Smile in collaborazione con Bruno Mars ha segnato la prima posizione nella Billboard Hot 100, risultando la terza artista nella storia ad avere più singoli in prima posizione in tre decenni diversi (2000, 2010, 2020), impresa raggiunta fino a quel momento solo da Michael Jackson e da sua sorella Janet Jackson.
Con oltre 170 milioni di copie vendute, è tra gli artisti musicali di maggior successo discografico. Nel 2014 il suo singolo Bad Romance è stato certificato dieci volte disco di platino dalla RIAA, ricevendo il Digital Diamond Award per le oltre 10 milioni di copie vendute digitalmente, rendendo Lady Gaga la prima artista femminile nella storia a ricevere tale riconoscimento, conferito l'anno dopo anche a un altro suo singolo, Poker Face. Nel 2020 anche i brani Just Dance e Shallow hanno raggiunto tale traguardo, facendo entrare Lady Gaga nel Guinness dei primati. Il 18 febbraio 2025 ha stabilito un nuovo Guinness World Record diventando l'artista femminile col maggior numero di ascoltatori mensili di sempre su Spotify (123,7 milioni). Il 3 maggio 2025 si è esibita con un concerto gratuito sulla spiaggia di Copacabana a Rio de Janeiro stabilendo un nuovo Guinness World Record come concerto di un'artista femminile col maggior numero di spettatori nella storia con un pubblico di circa 2.5 milioni di persone.
Durante la sua carriera ha vinto vari premi, tra cui un Premio Oscar per la miglior canzone originale per il brano Shallow, due Golden Globe,, un premio Emmy, quattordici Grammy Award, tre BRIT Award e un Premio BAFTA alla migliore colonna sonora (prima artista donna a riceverlo); ha inoltre ricevuto tre ulteriori candidature al Premio Oscar: due nella sezione miglior canzone per Til It Happens to You e Hold My Hand, mentre un'altra nella sezione miglior attrice protagonista per la sua performance in A Star is Born.

## Biografia
Stefani Joanne Angelina Germanotta è nata il 28 marzo 1986 al Lenox Hill Hospital, nell'Upper East Side di New York. Il padre, Joseph Germanotta, è un imprenditore e ristoratore statunitense di origini italiane (suo nonno era infatti emigrato da Naso per raggiungere gli Stati Uniti d'America nel 1908), mentre la madre, Cynthia Bissett, è un'imprenditrice e filantropa statunitense di origini franco/canadesi a sua volta di origine scozzese, inglese e tedesca. Ha anche una sorella minore di nome Natali, laureata in fashion design.
Cresciuta poi nell'Upper West Side di Manhattan, Germanotta ha frequentato la scuola cattolica per sole ragazze Convent of the Sacred Heart School; venne descritta come una studentessa «molto dedita, molto studiosa, molto disciplinata» ma «un po' insicura». Ha confessato che durante gli anni scolastici ha subìto diversi atti di bullismo da parte dei coetanei. In seguito, la sua passione per i musical durante il liceo l'ha portata a interpretare protagoniste di diverse produzioni, come Adelaide in Guys and Dolls e Philia in A Funny Thing Happened on the Way to the Forum. A quindici anni è apparsa brevemente nell'episodio Piccoli boss crescono della serie televisiva I Soprano, mentre verso il 2005, all'età di 19 anni, appare nel programma televisivo di MTV Boiling Points. Negli anni ha avuto modo di raccontare che in quello stesso periodo è stata stuprata da un uomo di circa 20 anni più grande di lei, ed è rimasta incinta, dovendo ricorrere all'aborto. Inizialmente ha cercato di superare il trauma con l'alcol, ma poi ha deciso di andare in terapia per superare definitivamente lo shock. Ha poi dichiarato che a causa di questo accaduto ha iniziato a soffrire di disturbo da stress post-traumatico. Nel 2020 ha rivelato che dopo la violenza sessuale ha avuto anche un crollo psicotico e che per contrastare episodi simili è in cura con il farmaco olanzapina.
Dopo il liceo, incoraggiata dalla madre, è riuscita ad entrare alla Tisch School of the Arts dell'Università di New York, abbandonandola poco dopo per dedicarsi completamente alla sua carriera musicale. Lasciata quindi la casa dei suoi genitori, ha iniziato a vivere in piccoli appartamenti in affitto e ad esibirsi nei club del Lower East Side, dove suonava con gruppi musicali da lei formati chiamati Mackin Pulsifer e Stefani Germanotta Band. Intenta a trovare un proprio stile musicale, ha deciso di fare qualcosa di nuovo e provocatorio sulla scena underground e rock and roll newyorkese, ovvero la musica pop. Il padre ha raccontato di essere rimasto sconvolto quando ha scoperto che la figlia si era messa in mostra in un bar burlesque, esibendosi al fianco di drag queen e spogliarellisti, tanto da darle un ultimatum: le avrebbe pagato l'affitto dell'appartamento in Stanton Street solo per qualche mese, dopodiché avrebbe dovuto provvedere da sola o, in caso contrario, sarebbe tornata a studiare all'università.

## Carriera

### Gli esordi (2005-2007)

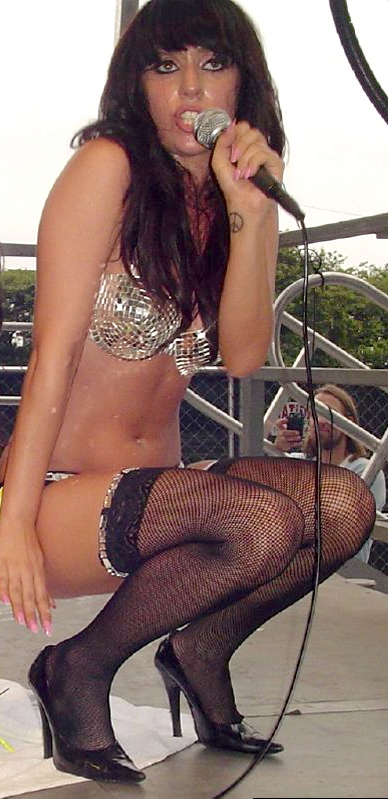
Lady Gaga al Lollapalooza del 2007

Nell'estate del 2005 Germanotta ha registrato un paio di brani insieme al rapper Melle Mel, per un audio libro per bambini, chiamato The Portal in the Park. Nel settembre dello stesso anno ha fondato la Stefani Germanotta Band, composta da amici della cantante: Calvin Pia era il chitarrista, il bassista era Eli Silverman e il batterista Alex Beckham. Il gruppo faceva promozione in diversi bar e, tramite questi concerti, ha guadagnato diversi sostenitori, attirando l'attenzione del produttore musicale Joe Vulpis, il quale ha permesso loro la registrazione di due EP, Words e Red and Blue. Questi due album sono stati venduti in quantità limitata nei concerti del gruppo e a New York.
Un giorno il produttore Rob Fusari ha incaricato Wendy Starland, una sua scout, di trovare una ragazza che potesse diventare la frontwoman di un gruppo musicale. Nel giugno del 2006 la scout ha incontrato Stefani Germanotta e, malgrado non corrispondesse agli standard prefissati da Fusari, ha parlato di lei con il produttore perché la considerava "interessante". Dopo due settimane di incertezze, Fusari ha deciso di fissare un appuntamento con lei e la ha assunta. Successivamente, per rendere commerciale l'ancora ventenne Germanotta, Fusari ha deciso di organizzare una riunione con il proprio staff; durante l'incontro, un membro ha parlato dei Queen e del brano Radio Ga Ga e per questo motivo alla fine della riunione hanno deciso che il nome d'arte della cantante sarebbe stato Lady Gaga.
Lady Gaga, trovandosi quindi costretta a cercare una casa discografica, firmò nel 2006 un contratto con la Def Jam, che, tuttavia, fu rescisso dopo soli tre mesi. Il capo della Def Jam, L.A. Reid, ha poi sostenuto a tal proposito di aver commesso "il più grande errore della sua vita".
Senza alcuna casa discografica che producesse la sua musica, nel 2007 Gaga ha iniziato a collaborare assiduamente con la DJ e ballerina Lady Starlight. Le due infatti si sono esibite in vari concerti e manifestazioni newyorkesi, come il Mercury Lounge e il Rockwood Music Hall. Nell'agosto 2007 le due sono state invitate a partecipare al festival musicale Lollapalooza, dove hanno intrattenuto un pubblico di circa 200 persone.
Fusari ha intanto continuato a lavorare con Lady Gaga e nel 2008 ha inviato alcune canzoni a Vincent Herbert della Interscope Records. Grazie a lui, nel gennaio dello stesso anno Lady Gaga venne messa sotto contratto dalla casa discografica, venendo assunta come cantautrice. Ha scritto testi di brani per la Konvict Muzik, l'etichetta di Akon, e per artisti come Fergie, Pussycat Dolls, Britney Spears e New Kids on the Block.

### The Fame(2008-2009)

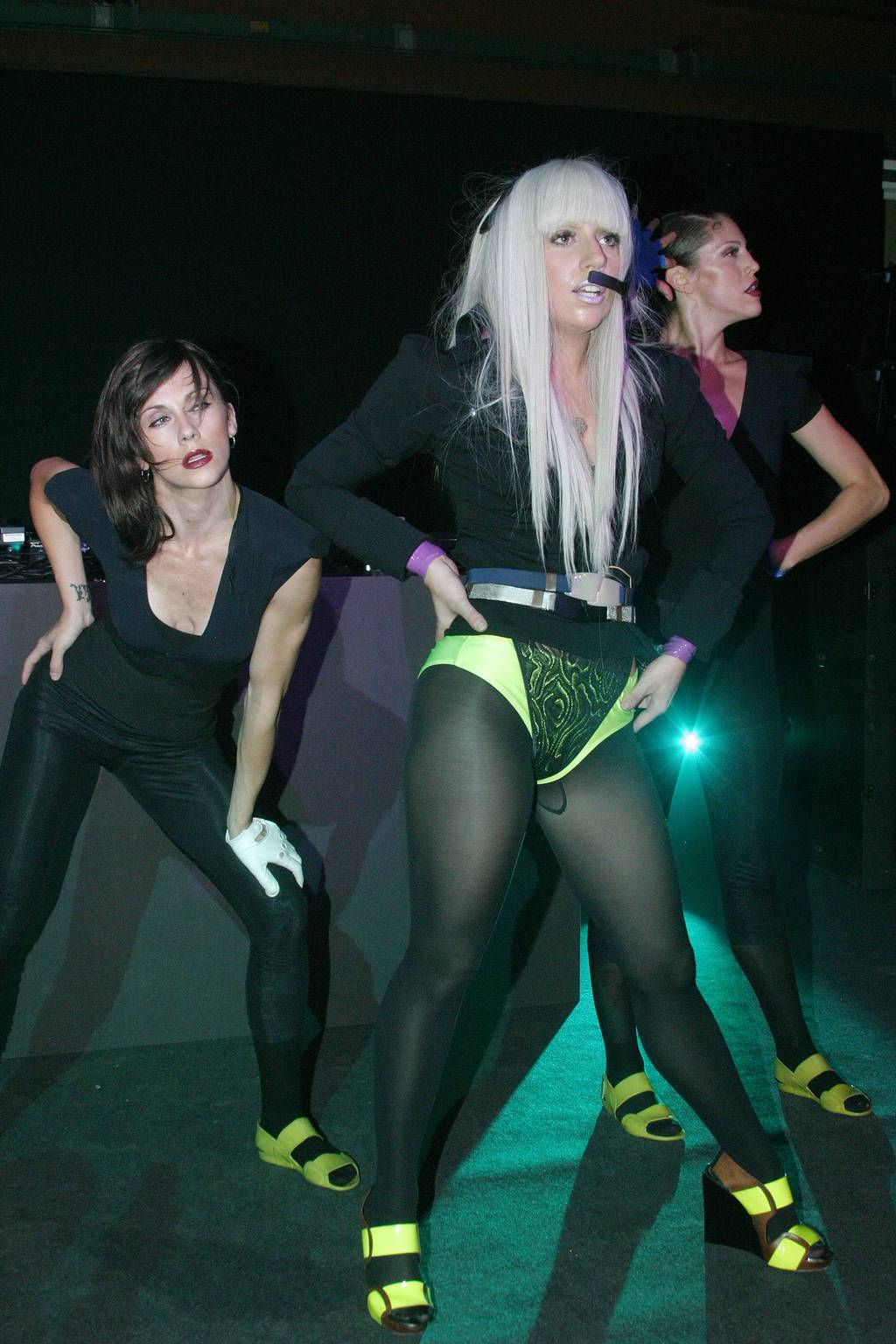
Primo concerto al di fuori degli Stati Uniti: Lady Gaga alla Michalsky StyleNite durante la Berlin Fashion Week, luglio 2008.

Verso febbraio del 2008 Lady Gaga ha presentato alla sua casa discografica, la Interscope, il brano Just Dance. I produttori hanno apprezzato il brano e per questo hanno deciso di girare un video musicale in una casa a Los Angeles. L'8 aprile 2008 il singolo è stato pubblicato, ma il successo è arrivato nel 2009, quando ha raggiunto la prima posizione in sette paesi, tra cui la Billboard Hot 100 statunitense. A livello mondiale, Just Dance ha venduto 7,7 milioni di copie nel 2009, risultando il quarto brano più venduto di quell'anno.
La prima apparizione televisiva di Lady Gaga è avvenuta nel maggio del 2008, sulla rete televisiva Logo, durante la premiazione dei NewNowNext Awards, durante la quale si è esibita con Just Dance. Nel luglio del 2008, invece, ha partecipato al Gay pride di San Francisco cantando LoveGame, Beautiful, Dirty, Rich e Just Dance.
Il 19 agosto ha pubblicato il suo album d'esordio, The Fame, il quale ha venduto 15 milioni di copie fino al 2010. Il 16 settembre è stato pubblicato il singolo promozionale Beautiful, Dirty, Rich, con lo scopo di promuovere la serie TV Dirty Sexy Money.
Il secondo singolo estratto da The Fame è stato invece Poker Face, un successo inaspettato che è riuscito a bissare il successo del primo, raggiungendo la numero uno nelle classifiche mondiali di oltre venti Paesi e diventando il secondo singolo della cantante a raggiungere la prima posizione nella Billboard Hot 100. Il singolo è risultato il più venduto del 2009 con 9,8 milioni di copie vendute.
Tra inizio ottobre e fine novembre 2008 l'artista ha iniziato una serie di concerti assieme ai colleghi della Interscope New Kids on the Block, riunitisi quell'anno, partecipando inoltre al loro album The Block nel brano Big Girl Now. Il 16 dicembre 2008 la casa discografica della cantante ha distribuito per il mercato digitale un brano musicale natalizio inciso da Lady Gaga e Space Cowboy, intitolato Christmas Tree.
Dopo aver annunciato Poker Face la cantante è stata ingaggiata come artista di apertura nei concerti dei New Kids on the Block, delle Pussycat Dolls e dei Take That. Finita l'apertura, andava nei locali per guadagnare soldi extra da spendere per i progetti della Haus of Gaga.
Il 3 febbraio 2009 ha pubblicato il suo terzo singolo Eh, Eh (Nothing Else I Can Say), mentre il mese seguente è stata la volta del quarto singolo LoveGame. Il 12 marzo ha preso il via il suo primo tour mondiale, The Fame Ball Tour, prodotto sul modello del collettivo Haus of Gaga. Lady Gaga si è poi esibita ai MuchMusic Video Award 2009, vincendo anche il premio come "Miglior video di un artista internazionale" con il video di Poker Face.
Il 6 luglio 2009 è stato pubblicato come quinto singolo il brano Paparazzi esclusivamente per il mercato inglese, irlandese e italiano. Nello stesso periodo Lady Gaga ha duettato con Michael Bolton in Murder My Heart, incluso nell'album One World One Love del cantante, e ha ottenuto nove candidature agli MTV Video Music Awards 2009, vincendo il premio come Miglior nuova artista. In questo evento, ha sconvolto con una performance di Paparazzi: durante l'esibizione, Gaga ha inscenato il suo suicidio per la fama appendendosi a una corda e facendo colare dal reggiseno del sangue finto; l'esibizione è stata inserita tra le migliori della storia della cerimonia, solo dietro a quelle di Michael Jackson del 1995, di Madonna del 1990 e di Bon Jovi del 1989. Successivamente ha partecipato anche agli MTV Europe Music Awards 2009, vincendo il premio come "Migliore rivelazione dell'anno".

### The Fame Monster(2009-2010)
Dopo il successo del suo album d'esordio The Fame, la cantante ha pubblicato il 23 novembre 2009 l'EP di otto tracce The Fame Monster.
Il primo singolo pubblicato da The Fame Monster è stato Bad Romance, presentato in anteprima il 3 ottobre 2009 al Saturday Night Live, dove la cantante ha dato vita a uno sketch comico al fianco di Madonna. Il brano ha iniziato ben presto la scalata al successo nelle classifiche mondiali e si è piazzato al primo posto in oltre 15 Paesi e al secondo posto nella Billboard Hot 100. Il singolo ha venduto circa 9,7 milioni di copie nel 2010, risultando il secondo più venduto a livello mondiale di quell'anno, dietro solo a Tik Tok di Kesha. Il videoclip del brano, oltre a suscitare clamore generale all'uscita, nel 2018 è stato posizionato dalla rivista Billboard al primo posto tra i migliori del ventunesimo secolo. Grazie ad esso, inoltre, Lady Gaga è diventata la prima artista ad ottenere oltre un miliardo di visualizzazioni dei suoi video su YouTube.
Per promuovere l'EP, il 27 novembre è iniziato il The Monster Ball Tour, secondo tour a livello mondiale della cantante. Esso è stato un grande successo commerciale, tanto da diventare il tour con maggior successo di tutti i tempi per un'artista debuttante e il tredicesimo del primo decennio degli anni 2000.
Verso dicembre la cantante ha confermato Telephone come secondo singolo estratto da The Fame Monster, brano interpretato in coppia con Beyoncé. Mondialmente, il singolo ha venduto 7,4 milioni di copie, risultando il quarto brano più venduto del 2010.
Il 31 gennaio 2010 ha ottenuto i suoi primi due Grammy Awards, uno per Poker Face come Migliore registrazione dance e l'altro per l'album The Fame, eletto Miglior album dance/elettronico. In questa occasione si è esibita con Poker Face e un medley di Speechless e Your Song in coppia con Elton John. Il 16 febbraio successivo ha vinto inoltre tre BRIT Awards, come "Miglior artista internazionale femminile", "Migliore album internazionale" (per The Fame) e "Migliore artista emergente", diventando la cantante femminile con più vittorie in una sola serata. In tale occasione ha sfoggiato un abito creato dallo stilista Francesco Scognamiglio, che è stato molto discusso dai media.
Nel mese di marzo del 2010 è stato pubblicato in Giappone l'album di remix The Remix, il quale ha venduto mondialmente 500 000 copie. Dopo la pubblicazione dell'album di remix è stato pubblicato il terzo singolo dell'album, Alejandro, il cui video ha fatto discutere in diversi Paesi per i vari riferimenti religiosi e per i suoi contenuti definiti "sacrileghi". Il brano ha avuto molto successo in Europa, e negli Stati Uniti ha stabilito un record: è stato il settimo singolo consecutivo della cantante a entrare nella top 10 del Paese.
Verso il mese di luglio è stato annunciato come unico singolo promozionale di The Fame Monster il brano Dance in the Dark, esclusivamente però per le radio australiane. Il brano non è stato accompagnato da un video ma comunque è riuscito a entrare in diverse classifiche europee, aggiudicandosi inoltre una nomination ai Grammy Awards del 2011 nella categoria "miglior registrazione dance".
A settembre Lady Gaga ha partecipato agli MTV Video Music Awards. Candidata per la vittoria di 13 premi (record nella storia della manifestazione), è riuscita a trionfare in 8 categorie, vincendo 7 premi per il singolo Bad Romance e uno per Telephone. Mentre ritirava il premio per la vittoria nella categoria "Video dell'anno", ottenuto grazie a Bad Romance, Lady Gaga ha stupito il pubblico indossando un vestito realizzato con carne bovina, ha annunciato il nome del suo secondo album in studio, Born This Way, e ha cantato inoltre una parte del primo singolo omonimo del nuovo progetto musicale.
Durante tutto il periodo del tour promozionale Lady Gaga è stata affiancata dal fotografo Terry Richardson, il quale ha pubblicato il 22 novembre 2011 il foto-libro Lady Gaga x Terry Richardson.

### Born This Way(2011-2012)

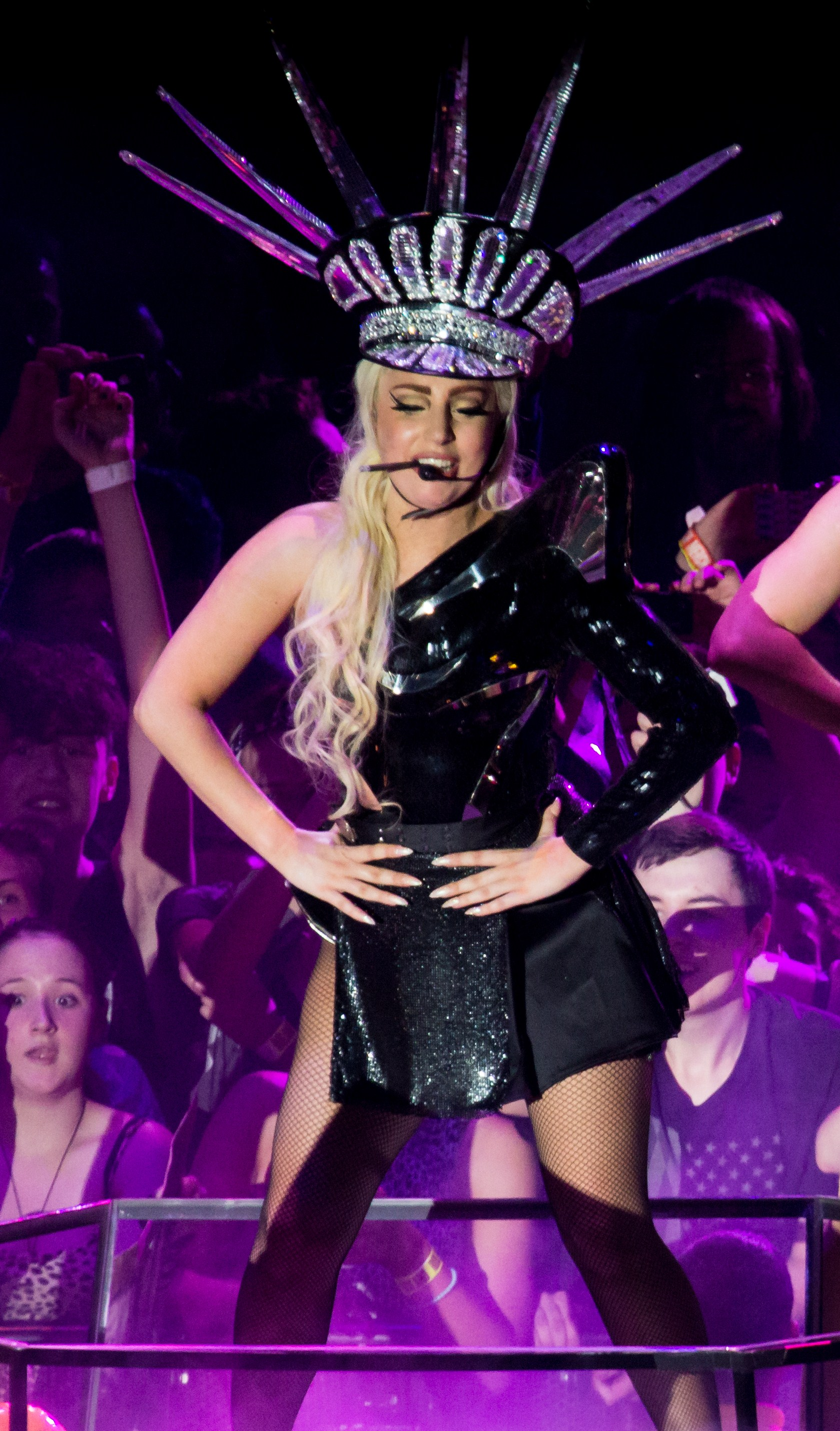
Lady Gaga durante una tappa del The Born This Way Ball

L'8 febbraio 2011 la cantante ha duettato con Elton John nel brano Hello, Hello, tratto dalla colonna sonora del film d'animazione Gnomeo e Giulietta.
Il primo singolo tratto dal secondo album della cantante, Born This Way, è stato pubblicato l'11 febbraio ed è stato eseguito per la prima volta dal vivo in occasione della 53ª edizione dei Grammy Awards. Il brano ha debuttato direttamente alla prima posizione nella classifica statunitense Billboard Hot 100, ottenendo anche un ottimo successo a livello mondiale. A novembre del 2011, infatti, è stato annunciato che aveva venduto 8,2 milioni di copie in tutto il mondo, entrando così nella top 5 dei singoli più venduti di quell'anno.
Il 15 aprile 2011 è stato pubblicato un secondo singolo, intitolato Judas, che ha raggiunto la top ten di molti paesi. Il 9 maggio è stato reso disponibile il terzo singolo estratto dall'album, The Edge of Glory, che vede la partecipazione di Clarence Clemons, il quale esegue un assolo di sassofono. Il 13 maggio è stato invece pubblicato dalla cantante l'unico singolo promozionale dell'album, intitolato Hair, il quale è entrato alla quinta posizione della classifica digitale italiana e statunitense.
Born This Way, il terzo album della cantante, è stato pubblicato il 23 maggio a livello mondiale. Ha venduto in quella settimana negli Stati Uniti d'America 1,15 milioni di copie. Fino ad ottobre 2011, il disco ha venduto oltre otto milioni di copie.
Il 19 giugno ha cominciato a raccogliere riconoscimenti per i lavori pubblicati: durante i MuchMusic Video Award 2011 ha ricevuto due premi su tre candidature, uno per il singolo Born This Way e l'altro per il singolo Judas. Il 2 luglio la cantante si è aggiudicata anche tre MTV Video Music Aid Japan su tre nomination, tutti per il singolo Born This Way.
Il 22 luglio è stato annunciato come quarto singolo dell'album Yoü and I. Durante le riprese del video della canzone, Lady Gaga ha conosciuto l'attore Taylor Kinney, con il quale si è poi fidanzata. Il 28 agosto si è esibita e ha aperto gli MTV Video Music Awards con Yoü and I suscitando sorpresa generale perché era vestita da uomo, nei panni del suo alter ego Joe Calderone. L'esibizione è stata accompagnata dal corpo di ballo e da Brian May alla chitarra. La cantante ha vinto, nella stessa serata, due premi su quattro nomination, entrambi per il singolo Born This Way.
Il 20 settembre è stato pubblicato il singolo di Tony Bennett, The Lady Is a Tramp, che vede la partecipazione della cantante, per l'album Duets II. Il brano è stato poi anche interpretato dai due artisti dal vivo durante lo speciale televisivo di Lady Gaga per il Giorno del ringraziamento organizzato da ABC, intitolato A Very Gaga Thanksgiving.
Il quinto e ultimo singolo estratto dall'album Born This Way è stato Marry the Night. Nonostante sia stato lodato dai critici musicali, è ritenuto un singolo "deludente" rispetto ai precedenti, fermandosi al 29º posto nella classifica statunitense. Il 6 novembre il brano è stato eseguito dal vivo in diretta televisiva agli MTV Europe Music Awards, nel corso dei quali l'artista è stata premiata con quattro riconoscimenti, di cui due per il singolo Born This Way.
Lady Gaga, durante il 2012, ha anche ottenuto il suo primo vero ruolo cinematografico in Machete Kills di Robert Rodriguez, interpretando la parte della criminale La Chameleòn.
Nel mese di aprile 2012 è partito dall'Asia il terzo tour mondiale della cantante, il Born This Way Ball. Il tour è proseguito fino a febbraio 2013 quando, per un problema all'anca destra, Lady Gaga si è dovuta sottoporre a un intervento chirurgico. Data la lunga convalescenza, le ultime 17 tappe del tour sono state annullate. Nonostante non sia stato portato a termine, il Born This Way Ball risulta essere comunque tra i tour di maggiore successo commerciale di un'artista femminile.
Dopo quasi cinque mesi di assenza dalle scene, il 29 giugno la cantautrice è tornata sul palco partecipando al Gay Pride tenutosi nella sua città natale, intonando l'inno nazionale statunitense The Star-Spangled Banner.

### Artpop(2013-2014)
Il 12 agosto 2013 è stato pubblicato il primo singolo dell'album Artpop, Applause, che è diventato il più grande successo radiofonico di Lady Gaga negli Stati Uniti. Il relativo videoclip è stato presentato in anteprima il 19 agosto, durante la trasmissione Good Morning America. La cantante ha eseguito la canzone per la prima volta dal vivo agli MTV Video Music Awards 2013, mentre il primo settembre si è esibita all'iTunes Festival di Londra con 7 sue nuove canzoni in versione demo.

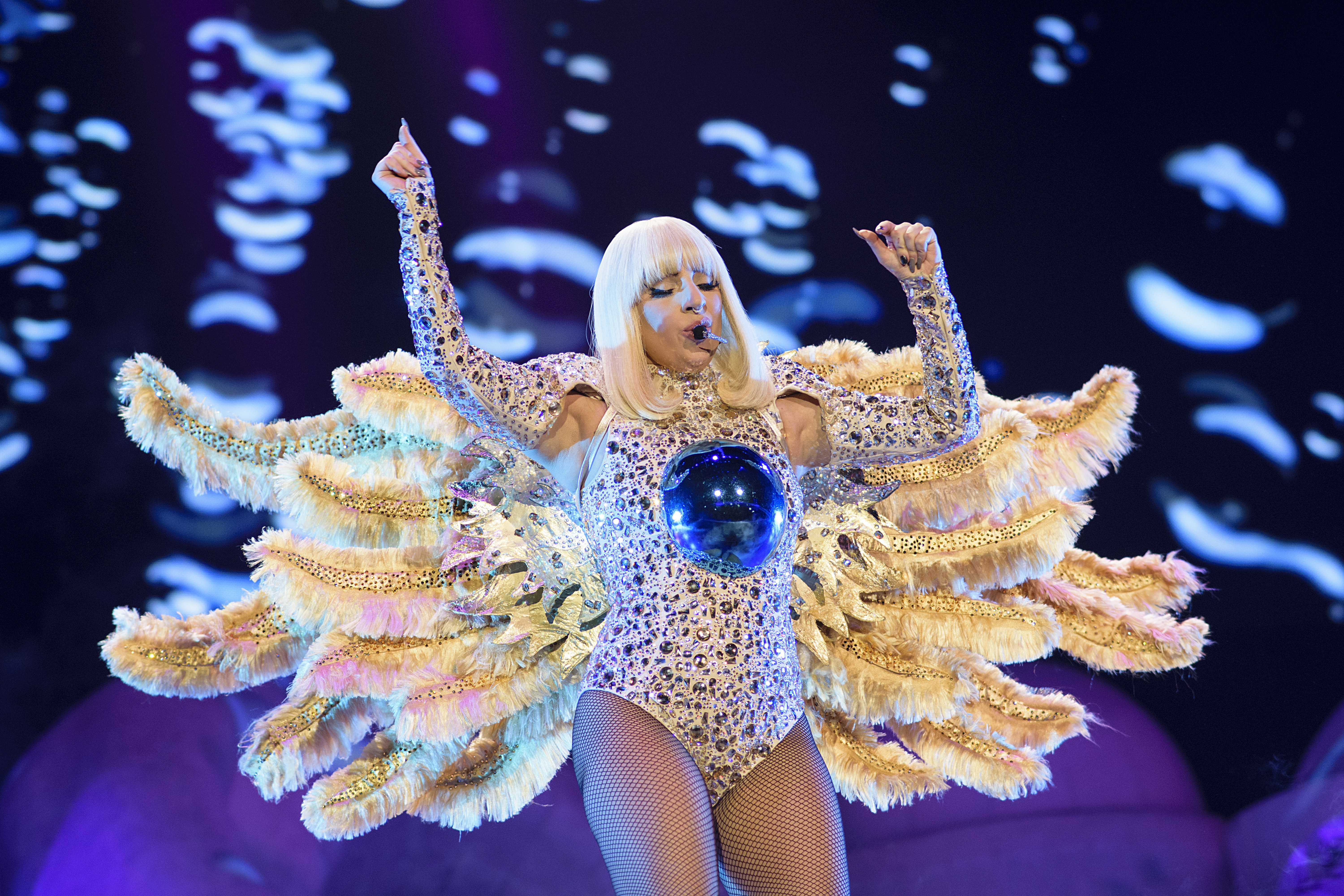
Lady Gaga durante una tappa dell'ArtRave: The Artpop Ball all'O2 Arena di Londra

Il 9 ottobre 2013 viene pubblicato il lyric video di Aura, brano utilizzato per la colonna sonora del film Machete Kills. Il 14 ottobre sul canale YouTube della cantante è uscito uno snippet di 12 secondi della canzone G.U.Y., in collaborazione con il DJ russo-tedesco Zedd, mentre il 21 ottobre è stato reso disponibile l'audio del secondo singolo Do What U Want, in collaborazione con R. Kelly; tale brano avrebbe dovuto essere accompagnato da un video musicale diretto dal fotografo Terry Richardson, ma a causa del suo contenuto «sessualmente esplicito» non è stato mai pubblicato.
Il 27 ottobre viene pubblicato l'audio del singolo promozionale Venus e il giorno dopo viene resa disponibile sul canale YouTube della cantante un'anteprima della canzone Mary Jane Holland, in collaborazione con il DJ francese Madeon.
Il 10 novembre, in occasione del lancio dell'album, Lady Gaga ha organizzato un evento che ha coniugato musica, danza e arte contemporanea chiamato ArtRave. L'ArtRave si è tenuto in una location allestita come un museo e le opere esposte in questa occasione sono state di: Jeff Koons, autore della copertina dell'album Artpop, Bob Wilson, Inez & Vinoodh, Marina Abramović e Benjamin Rollins, autore della sedia binaria. Durante tale evento la cantante si è esibita con alcune canzoni tratte da Artpop.
A fine 2013, viene comunicato che Artpop ha venduto 2 300 000 copie durante l'anno. A dicembre l'artista si esibisce nella finale del talent show statunitense The Voice, duettando in Do What U Want con Christina Aguilera; la relativa versione in studio è stata successivamente resa disponibile per il download digitale il 1º gennaio 2014.
Il 9 dicembre la cantante ha annunciato le prime 27 date del suo tour, l'ArtRave: The Artpop Ball. In seguito alla cancellazione dei 17 concerti del The Born This Way Ball, che si sviluppavano tra Stati Uniti d'America e Canada, la popstar ha deciso di riprendere dal continente americano i suoi nuovi spettacoli. Il tour è iniziato il 4 maggio 2014 ed è terminato a novembre dello stesso anno.
Durante il mese di gennaio 2014 Lady Gaga si esibisce al concerto-tributo per Carole King, cantando You've Got a Friend, e Artpop vince un Japan Gold Disc Award nella categoria "Album internazionale dell'anno". Il 18 febbraio 2014 la cantante interpreta l'omonimo brano Artpop al The Tonight Show di Jimmy Fallon, mentre il 13 marzo si esibisce al SXSW Festival della città di Austin in Texas. Quest'ultimo concerto ha destato alcune polemiche nel continente statunitense, in quanto la cantante, mentre si esibiva, si è fatta sputare addosso del colorante tipo vernice da un'artista di nome Milly Brown come parte di una performance art. Il 20 marzo Lady Gaga conferma che il brano G.U.Y. sarà il terzo singolo estratto da Artpop e il giorno seguente, durante un'intervista al Today Show, mostra un'anteprima del video del singolo. Il 22 marzo 2014 il video di G.U.Y. viene presentato per la prima volta su Dateline NBC e poi caricato sul canale YouTube dell'artista. Dal 28 marzo al 7 aprile Lady Gaga ha tenuto a New York il suo primo residency show, Lady Gaga Live at Roseland Ballroom, composto da sette concerti, tutti sold-out.

### Cheek to Cheek(2014-2015)

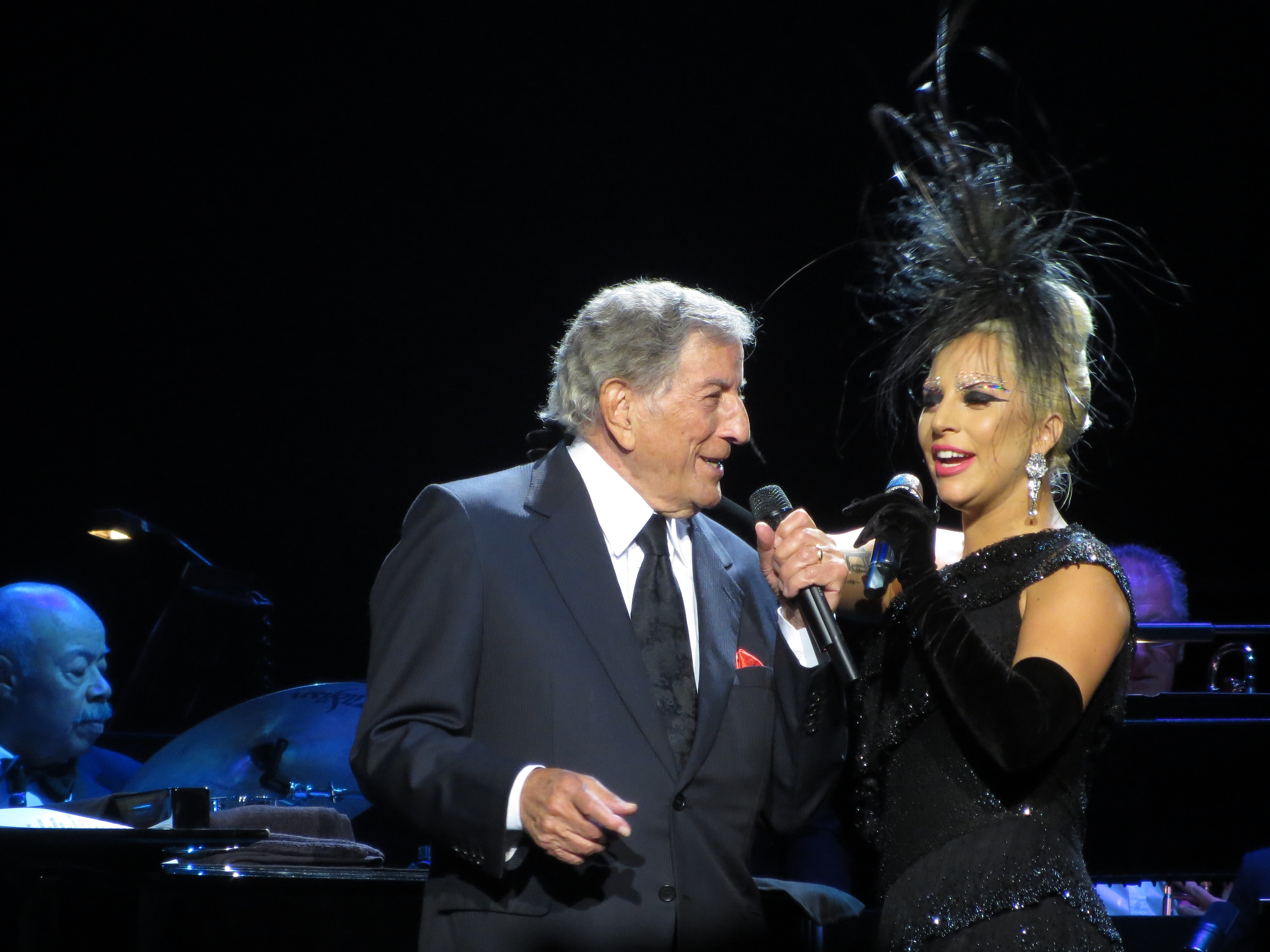
Lady Gaga e Tony Bennett durante una tappa del Cheek to Cheek Tour

Durante la promozione di Artpop Lady Gaga si occupa anche di un progetto secondario insieme a Tony Bennett. Il 30 giugno 2014 i due si esibiscono al Jazz Festival di Montréal cantando alcuni brani estratti dall'album nato dalla loro collaborazione, Cheek to Cheek. La pubblicazione di quest'ultimo, le cui tracce sono rivisitazioni di noti standard jazz del passato, avviene il 23 settembre e in breve raggiunge la prima posizione della Billboard Hot 200; è il terzo album per Lady Gaga e il secondo per Bennett a conseguire l'ambito risultato.
Il 29 luglio 2014 viene pubblicato il primo singolo estratto da Cheek to Cheek, la reinterpretazione di Anything Goes di Cole Porter, accompagnato dal relativo video musicale. Il 29 agosto viene pubblicato il secondo I Can't Give You Anything but Love.
Il 5 settembre si è esibisce alla New York Fashion Week, in un evento organizzato da Harper's Bazaar, interpretando cinque brani tratti da Cheek to Cheek. Il 22 dello stesso mese insieme a Bennett si esibisce a Bruxelles interpretando gran parte dei brani presenti nell'album; da questo concerto è stato filmato il videoclip dal vivo di Anything Goes, pubblicato sul canale Vevo della cantante. Successivamente, viene pubblicato anche il video dell'esecuzione dal vivo di Bang Bang (My Baby Shot Me Down), tratta dallo spettacolo PBS Cheek to Cheek Live! in seguito candidato per un Emmy Award. A novembre, inoltre, è stato pubblicato lo studio video di It Don't Mean a Thing (If It Ain't Got That Swing). Il 7 si esibisce al Kennedy Center Honors in un concerto tributo per Sting ed Al Green cantando If I Ever Lose My Faith in You.
Nel frattempo l'attività promozionale di Cheek to Cheek continua: Gaga e Bennett cantano insieme in diverse trasmissioni televisive tra cui Good Morning America e The View, e in altri eventi per tutto il mese di dicembre. Il 5 ricevono una candidatura e vincono al Grammy Award per Cheek to Cheek nella categoria "Best Traditional Pop Vocal Album". Il 10 dicembre pubblicano un singolo natalizio: una cover del brano Winter Wonderland. Il 30 dicembre comincia a Las Vegas il loro tour mondiale, il Cheek to Cheek Tour conclusosi il 1º agosto 2015.

### Impegno televisivo e importanti esibizioni (2015-2016)

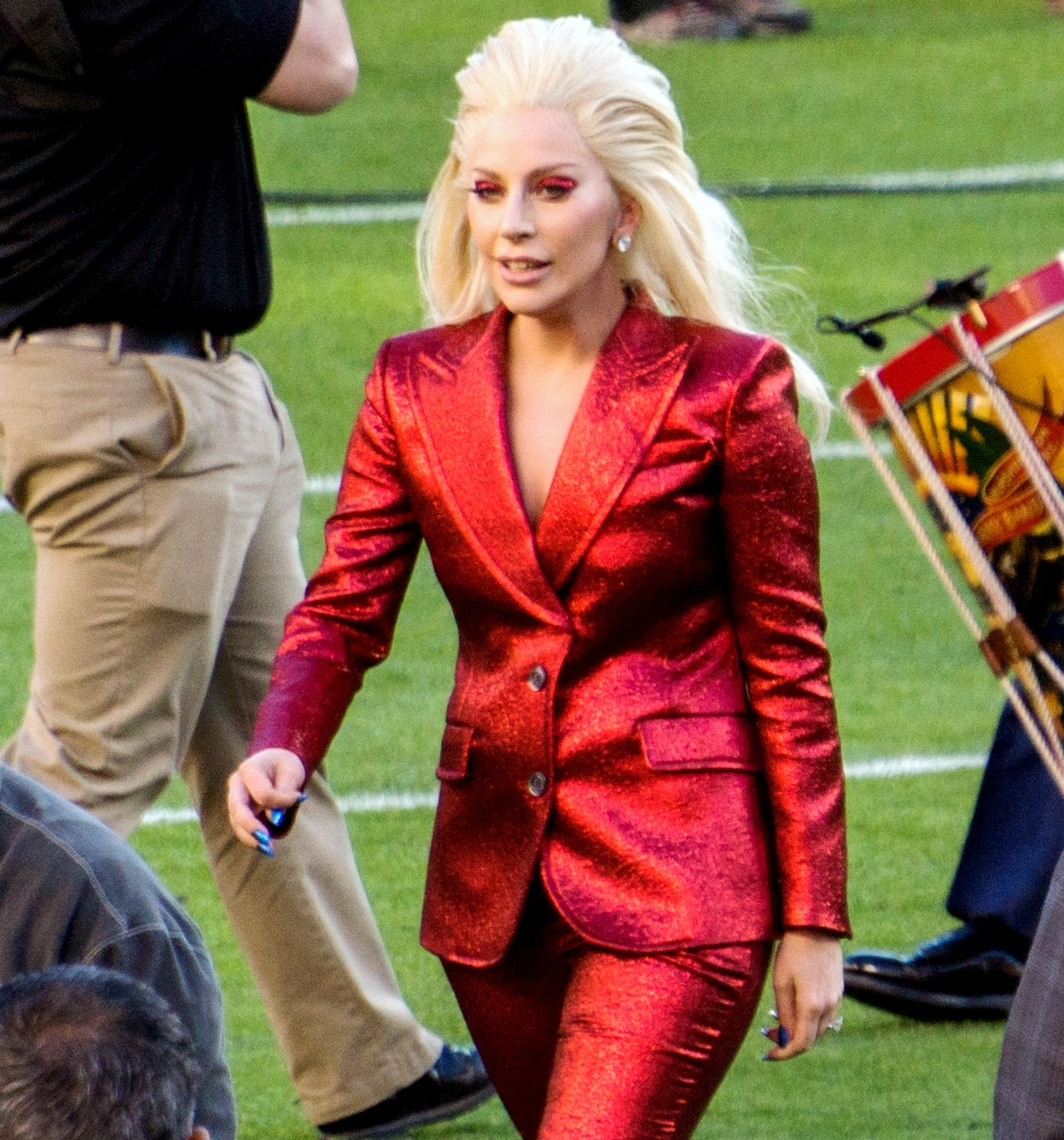
Lady Gaga al Super Bowl 50

All'inizio del 2015 viene annunciata l'entrata della cantante nel cast della quinta stagione di American Horror Story, intitolata Hotel, e anche nella sesta, intitolata Roanoke. In seguito si esibisce in due tributi musicali: il 10 febbraio per Stevie Wonder cantando I Wish e il 22, per Julie Andrews cantando un medley dei brani tratti dal film Tutti insieme appassionatamente, durante la cerimonia di consegna degli Oscar. Il 12 giugno è l'artista che apre i giochi europei di Baku (Azerbaigian) con una reinterpretazione di Imagine di John Lennon.
Il 18 settembre viene pubblicato il singolo inedito Til It Happens to You scritto e prodotto con Diane Warren e presente nella colonna sonora del documentario The Hunting Ground. Sarà il primo brano a essere nominato ai tre più importanti premi statunitensi: gli Oscar, gli Emmy Awards e i Grammy Awards.
Il 6 dicembre si esibisce in occasione centenario della nascita di Frank Sinatra cantando una cover del brano New York, New York, mentre quattro giorni più tardi ottiene la sua prima nomination ai Golden Globe per il ruolo nella quinta stagione di American Horror Story, che vincerà. Durante la cerimonia di consegna dei Golden Globe annuncia di essere al lavoro per un nuovo album previsto per il 2016.
Nel mese di febbraio 2016 si esibisce durante la cerimonia di consegna degli Oscar (ai quali è stata nominata) con Til It Happens to You, ai Grammy Awards con un tributo a David Bowie; inoltre apre la manifestazione del Super Bowl 50 cantando l'inno nazionale statunitense. Sarà il momento più visto dell'intero evento con un totale di 110,2 milioni di spettatori, nonché l'inno nazionale più visto di sempre nella storia del Super Bowl. Lady Gaga è stata anche la prima artista nella storia a cantare ai tre sopracitati eventi nello stesso mese dello stesso anno.
In aprile, durante un'intervista radiofonica con Z100, la cantante conferma di essere nel cast della sesta stagione di American Horror Story, e in agosto di essere nel cast del remake di È nata una stella, in qualità di protagonista.

### Joanne(2016-2018)
Il 17 agosto 2016 Lady Gaga ha annunciato Perfect Illusion, primo singolo estratto dal suo quinto album in studio. Il brano è stato trasmesso in anteprima il 9 settembre attraverso l'emittente radiofonica britannica BBC Radio 1 ed è stato pubblicato per la vendita digitale lo stesso giorno. Il 15 settembre 2016 ha rivelato ai microfoni di Beats 1 che il suo quinto album in studio si intitola Joanne e che sarebbe stato pubblicato il 21 ottobre.

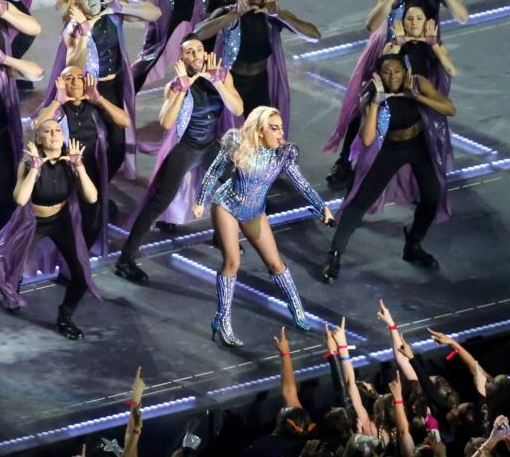
Lady Gaga canta Born This Way al Super Bowl LI

Per promuovere l'album, nel mese di ottobre Lady Gaga ha tenuto tre concerti in alcuni piccoli bar statunitensi, in un mini tour di tre tappe che lei stessa ha denominato Dive Bar Tour. La scelta scaturisce dal fatto che voglia ritornare alle origini, quando non era ancora famosa e si esibiva nei bar, e essere più in contatto diretto con i fan. Le tappe sono state a Nashville (durante la quale ha portato al debutto i brani Million Reasons e A-Yo), a New York, nello stesso locale in cui soleva esibirsi a 17 anni, e a Los Angeles. Nello stesso mese è stata inoltre ospite al Saturday Night Live, registrando il più alto numero di telespettatori nella fascia 18-49 anni di tutta la stagione, e al The Late Late Show with James Corden, prendendo parte al Carpool Karaoke, celebre segmento del talk show statunitense.
L'8 novembre 2016 Lady Gaga ha pubblicato come secondo singolo estratto da Joanne il brano Million Reasons, promosso da un'esibizione tenuta agli annuali American Music Award il 20 dello stesso mese, mentre dieci giorni più tardi si è esibita alla sfilata di Victoria's Secret a Parigi, cantando alcuni brani tratti dal nuovo album.
Il 5 febbraio 2017, all'NRG Stadium di Houston, Lady Gaga si è esibita durante l'half-time show del Super Bowl LI: l'esibizione è stata giudicata dalla rivista Time come «la migliore da quella di Michael Jackson del 1993», ed è risultata la seconda più vista nella storia con 117,5 milioni di telespettatori sul canale Fox; considerando invece tutte le piattaforme digitali è risultata l'evento musicale più visto nella storia, con 150 milioni di spettatori. La performance registra inoltre il più alto numero di candidature agli Emmy Awards di sempre, sei. Successivamente, la cantante ha annunciato il suo sesto tour a livello mondiale, il Joanne World Tour, iniziato poi il 1º agosto.
L'8 febbraio 2017 è stato pubblicato in anteprima su Apple Music il videoclip per la quarta traccia di Joanne, John Wayne, mentre il 12 dello stesso mese si è esibita ai Grammy Awards 2017 insieme al gruppo heavy metal statunitense Metallica con il loro brano Moth into Flame. Il 15 aprile 2017 Lady Gaga si è esibita al Coachella Music Festival, durante il quale ha portato al debutto l'inedito The Cure, pubblicato come singolo il giorno seguente.
L'8 settembre 2017, al Toronto International Film Festival, Lady Gaga ha presentato in anteprima il documentario su di lei, Gaga: Five Foot Two.
Fino a metà settembre 2017 l'artista si è esibita nel Joanne World Tour, ma a causa dei dolori provocati dalla fibromialgia è stata costretta a posticipare all'inizio del 2018 tutte le date europee del tour, dopo aver precedentemente cancellato la performance al Rock in Rio. Il 19 novembre 2017, in occasione degli annuali American Music Award, Lady Gaga ha vinto il premio "miglior artista pop/rock femminile" e la sua esecuzione di The Cure avvenuta a Washington durante il Joanne World Tour è stata trasmessa in diretta televisiva durante la cerimonia.
Il 26 gennaio 2018 Lady Gaga ha pubblicato il videoclip per il singolo Joanne, per l'occasione riadattato in una versione acustica al pianoforte, dal titolo Joanne (Where Do You Think You're Goin'?). Il Joanne World Tour si è protratto fino al 1º febbraio 2018 a Birmingham, ma a causa della fibromialgia l'artista ha cancellato le ultime dieci date europee del tour per dedicarsi alle cure mediche.

### A Star Is BornedEnigma(2018-2019)

Lady Gaga al Toronto International Film Festival 2018 per la presentazione di A Star Is Born

Parallelamente all'attività musicale, nello stesso anno ha interpretato il ruolo da protagonista nel film remake A Star Is Born, diretto e co-interpretato da Bradley Cooper e uscito ad ottobre. La pellicola è stata anticipata dal singolo Shallow, interpretato dai due e pubblicato il 27 settembre 2018; il 5 ottobre è stata invece messa in vendita l'intera colonna sonora, A Star Is Born Soundtrack che ha debuttato al primo posto della Billboard 200, diventando il quinto disco consecutivo dell'artista a raggiungere tale traguardo. Per i loro ruoli, sia Cooper sia Lady Gaga hanno ricevuto il plauso dalla critica specializzata; grazie a ciò l'artista ha vinto il Golden Globe come miglior brano originale con Shallow, oltre ad aver ricevuto una candidatura come miglior attrice in un film drammatico. Ai Premi Oscar 2019 vince il premio come migliore canzone originale con Shallow. Inoltre ha ottenuto cinque candidature ai Grammy Awards 2019: Registrazione dell'anno, Canzone dell'anno, Miglior canzone scritta per media visivi e Miglior performance pop in duetto/gruppo per Shallow e Miglior performance pop solista per Joanne (Where Do You Think You're Goin'?), vincendo le ultime tre citate.
Il 28 dicembre 2018 ha avuto inizio al MGM Park Theater di Las Vegas il suo secondo residency show, intitolato Lady Gaga: Enigma, esteso fino all'ottobre 2021.
Nel giugno 2019 Lady Gaga è stata invitata ad entrare a far parte della Academy of Motion Picture Arts and Sciences nelle due branche di recitazione e musica.

### Chromatica,Love for SaleeHouse of Gucci(2020-2023)

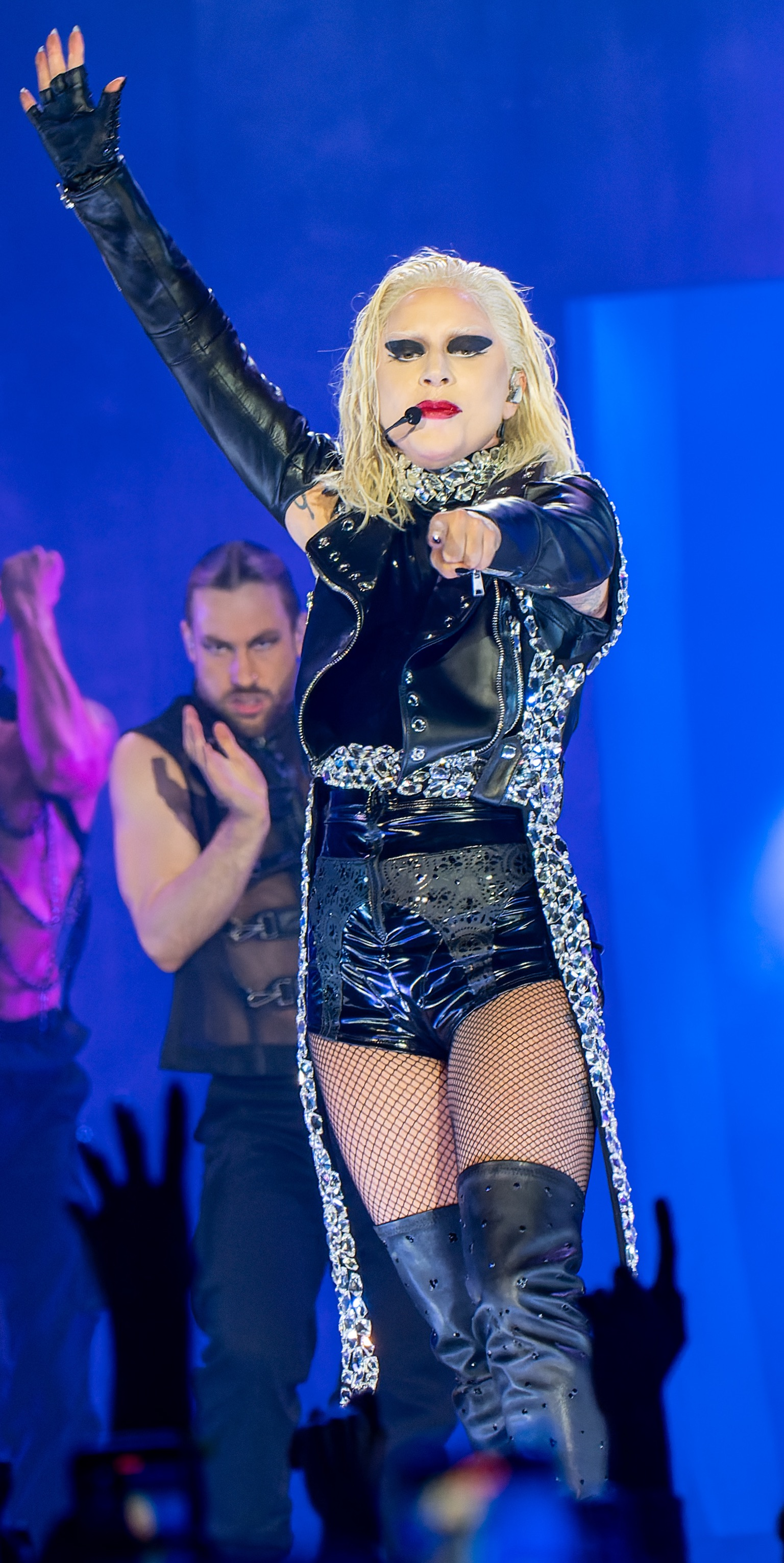
Lady Gaga il 29 luglio 2022 durante un concerto al Tottenham Hotspur Stadium di Londra come parte del Chromatica Ball

Il 25 agosto 2018 la cantante annunciò di star lavorando al sesto album in studio, coinvolgendo produttori musicali quali Boys Noize, BloodPop e Sophie in vari studi di registrazione: le prime sessioni erano state probabilmente effettuate durante i lavori di post-produzione per la colonna sonora di A Star Is Born.
Il singolo di lancio dell'album, Stupid Love, viene pubblicato il 28 febbraio 2020 insieme al relativo videoclip, mentre il 2 marzo successivo la cantante ha annunciato il titolo del disco, Chromatica, e la data di pubblicazione, originariamente fissata al 10 aprile ma in seguito posticipata a causa della pandemia di COVID-19. Il 22 aprile ha rivelato tramite i suoi social media la lista tracce dell'album, cui ha fatto seguito il 6 maggio la conferma dello slittamento dell'uscita di Chromatica al 29 maggio. Il 22 e il 28 maggio la cantante ha reso disponibili rispettivamente il secondo singolo Rain on Me, realizzato con Ariana Grande, e il singolo promozionale Sour Candy, in collaborazione con il gruppo k-pop Blackpink. Rain on Me ha debuttato in vetta alla hot 100 statunitense, rendendo la cantante una delle tre artiste ad avere una numero 1 in tre decenni differenti, ed estendendo il record di Grande come artista con più debutti in prima posizione nella suddetta classifica. Dopo aver pubblicato digitalmente il 28 agosto seguente una versione remix della traccia Free Woman, il 18 settembre 2020 la cantante ha presentato il videoclip dell'ottava traccia 911, diretto dal regista indiano Tarsem Singh, che è stato estratto come terzo singolo dell'album la settimana seguente. Nel settembre 2021 è stato reso disponibile l'album di remix Dawn of Chromatica, contenente 14 remix dei brani tratti da Chromatica.
Nel 2021 Lady Gaga è stata scelta per interpretare Patrizia Reggiani, moglie di Maurizio Gucci, in un film sull'omicidio di quest'ultimo, con Ridley Scott alla regia. Il film, intitolato House of Gucci, è stato distribuito il 16 dicembre dello stesso anno in Italia. Il 3 agosto ha pubblicato un nuovo singolo con Tony Bennett, la cover di I Get a Kick Out of You di Cole Porter, e annuncia l'uscita del nuovo album jazz in collaborazione tra i due artisti Love for Sale, avvenuta il 1º ottobre seguente.
Ad aprile 2022 è stato rivelato che l'artista avrebbe inciso il brano Hold My Hand, parte della colonna sonora del film Top Gun: Maverick, mentre nella stagione estiva ha avviato la tournée negli stadi The Chromatica Ball, atta a promuovere l'omonimo album. Il tour ha visitato l'Europa, il Nord America e il Giappone tra i mesi di luglio e settembre, per un totale di venti spettacoli, registrando un introito di oltre 112 milioni di dollari e una partecipazione di oltre 830 000 spettatori paganti. Nel dicembre 2022 il brano Bloody Mary, tratto dal secondo album Born This Way del 2011, è stato pubblicato come singolo a seguito del successo ottenuto tramite una coreografia su TikTok ispirata alla serie televisiva Mercoledì, mentre ad ottobre 2023 è uscito il brano Sweet Sounds of Heaven, collaborazione tra Lady Gaga, Stevie Wonder e i Rolling Stones.

### Joker: Folie à Deux,HarlequineMayhem(2024-presente)
Il 26 luglio 2024 si è esibita alla cerimonia di apertura dei Giochi Olimpici di Parigi con una performance di Mon truc en plume, in omaggio alla ballerina francese Zizi Jeanmaire. Il 16 agosto seguente viene pubblicato il singolo Die with a Smile, collaborazione fra Gaga e Bruno Mars e premiato col Grammy Award alla miglior interpretazione pop di un duo o un gruppo del 2025. Il duetto si è rivelato un enorme successo globale, stabilendo diversi primati nello streaming e divenendo la sesta numero uno della cantante in madrepatria.

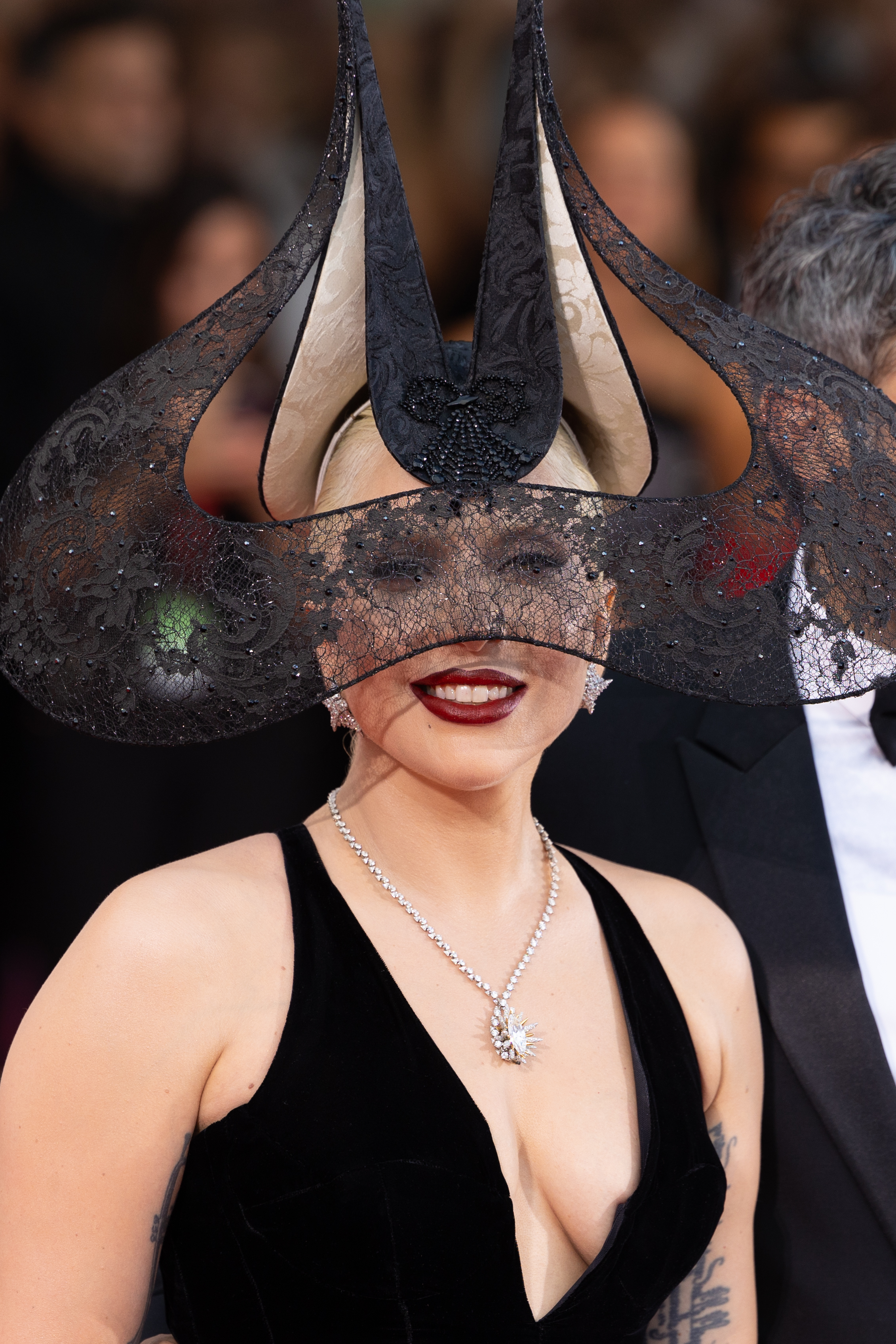
Lady Gaga all'81ª Mostra internazionale d'arte cinematografica di Venezia

Il 2024 vede Gaga nuovamente impegnata sul grande schermo nel ruolo della co-protagonista Harley Quinn per il film Joker: Folie à Deux, in cui affianca Joaquin Phoenix. Il 9 aprile 2024 viene rivelato il teaser trailer, mentre la distribuzione è stata fissata al successivo periodo autunnale. Il film è stato presentato in anteprima il 4 settembre 2024 nell'ambito dell'81ª Mostra internazionale d'arte cinematografica di Venezia, prima di essere distribuito nelle sale cinematografiche statunitensi esattamente un mese più tardi. In virtù del progetto cinematografico, la cantante non solo contribuisce alla colonna sonora ufficiale ma pubblica anche un concept album ispirato al suo personaggio di Harley Quinn, intitolato Harlequin, fissato al 27 settembre, contenente cover di brani presenti nella colonna sonora del film e due inediti da lei scritti, Folie à Deux e Happy Mistake.
La notizia relativa all'imminente uscita dell'ottavo album effettivo della cantante (e settimo come artista solista) è stata confermata nel corso dello stesso anno, attraverso le note conclusive del film-concerto Gaga Chromatica Ball distribuito a maggio. Il singolo apripista, Disease, viene pubblicato il 25 ottobre. Il 27 gennaio successivo viene annunciato l'ottavo album di inediti, intitolato Mayhem e uscito il 7 marzo seguente. Il secondo inedito estratto dal disco, Abracadabra, viene presentato in occasione della 67ª edizione Grammy Awards e pubblicato lo stesso giorno.
Il 18 febbraio 2025 ha stabilito il primato della donna col maggior numero di ascoltatori mensili di sempre su Spotify (123,7 milioni). L'11 aprile 2025 Lady Gaga è tornata sul palco del Coachella Music Festival, per poi tenere due date in Messico al termine del mese, dando inizio al Mayhem Ball. Il 3 maggio si è esibita in un concerto gratuito sulla spiaggia di Copacabana davanti a oltre 2.5 milioni di persone, segnando il più grande spettacolo della sua carriera e in generale il più grande di sempre per un'artista femminile nella storia della musica stabilendo un nuovo Guinness World Record.

## Filantropia e attivismo

### Attivismo LGBTQIA+

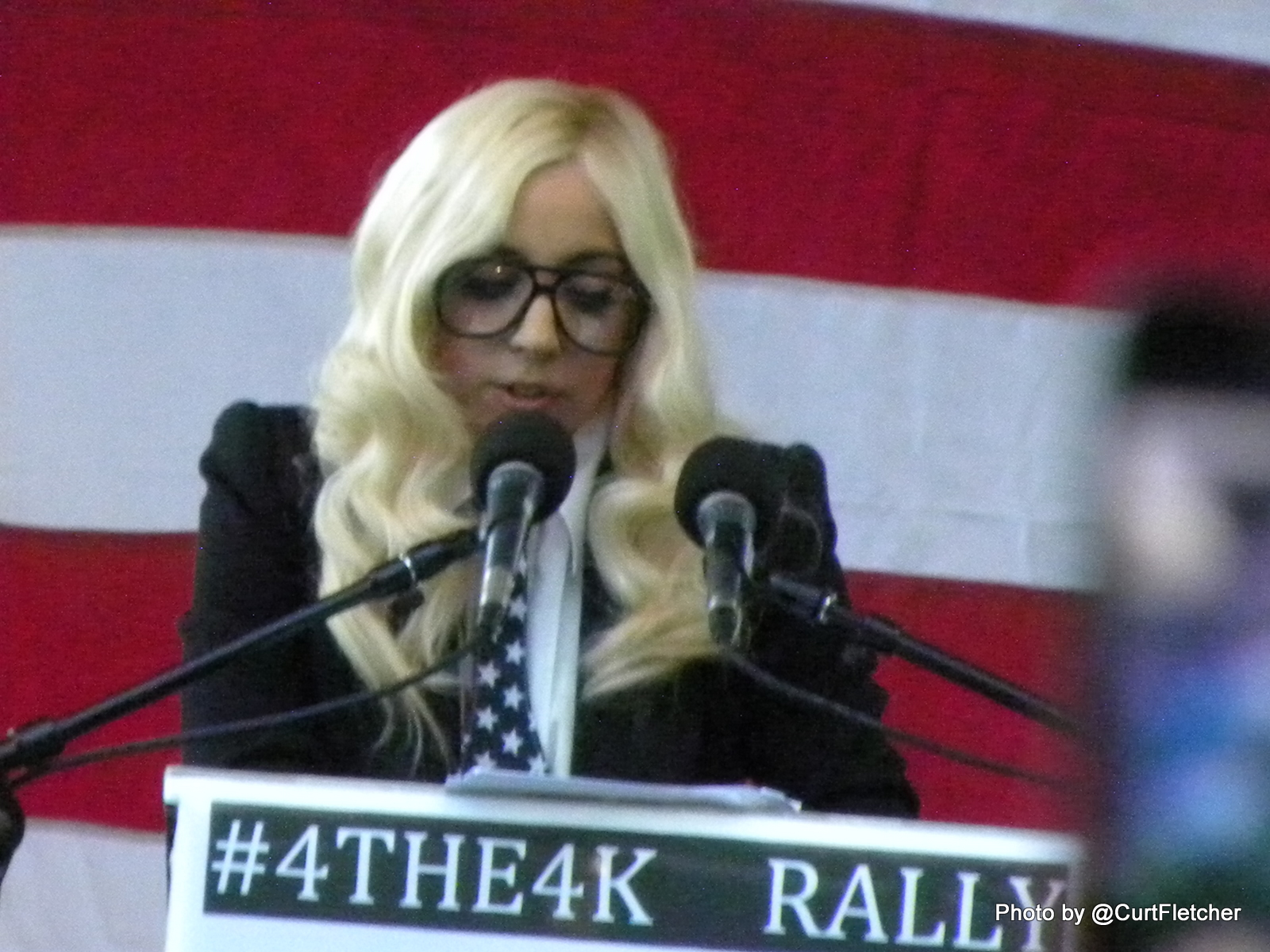
Lady Gaga durante il suo discorso pubblico contro la legge Don't ask, don't tell nel 2010

Considerata una delle maggiori icone gay della storia, Lady Gaga è da sempre molto vicina alla comunità LGBTQIA e ai temi ad essa legati. L'artista ha contribuito all'abrogazione della legge Don't ask, don't tell, che impediva alle persone apertamente omosessuali di arruolarsi nell'esercito statunitense. Durante gli MTV Video Music Awards 2010 Lady Gaga ha sfilato sul tappeto rosso accompagnata da alcuni militari cacciati dall'esercito per la legge sopracitata e, nel settembre 2010, ha pubblicato un video su YouTube in cui chiedeva esplicitamente ai senatori statunitensi di abolire tale legge. Il video ha totalizzato in pochi giorni più di un milione di visualizzazioni. Lady Gaga ha partecipato anche a diversi gay pride: nel 2009 ha preso parte alla National Equality March a Washington, definendola «uno dei momenti più importanti della sua carriera», mentre nel 2011 ha cantato e tenuto un lungo discorso all'Europride di Roma, definendo gli omosessuali dei «rivoluzionari d'amore».
Lady Gaga ha fatto sentire la sua voce anche sulla morte dell'adolescente Jamey Rodemeyer, suicidatosi a causa di cyberbullismo omofobico perpetrato dai suoi coetanei. Durante l'esibizione all'iHeartRadio Music Festival nel maggio 2011, la cantante ha dedicato il suo brano Hair all'adolescente e ha richiesto in seguito di parlare con l'allora presidente degli Stati Uniti d'America Barack Obama sulla questione dei suicidi adolescenziali.
Durante la tappa del Born This Way Ball a Mosca nel 2012, a causa delle diverse posizioni del Paese nei confronti della comunità "lgbt", Lady Gaga ha tenuto un monologo sulla tolleranza e la libertà, seppur minacciata dal governo russo di andare in carcere, rispondendo: «Arrestatemi! Io sono Lady Gaga, ho 26 anni e credo che uomini e donne debbano potersi amare equamente. Arrestami, Russia!» L'anno seguente, come ritorno sulle scene dopo la convalescenza post-operazione chirurgica, l'artista ha intonato l'inno nazionale statunitense al Gay Pride Rally di New York. Il 13 giugno 2016, a Los Angeles, ha tenuto un discorso in occasione della veglia per le vittime della strage di Orlando, definendo l'accaduto «un attacco all'umanità intera».
Riassumendo il periodo 2010-2019, Billboard ha scritto di ritenere il brano Born This Way tra quelli che di più hanno influenzato quegli anni, soprattutto per aver «dato una voce più forte» alla comunità LGBT.

### Filantropia

Lady Gaga ed Elton John alla Carnegie Hall nel 2010

Nel 2012 Lady Gaga e sua madre Cynthia hanno fondato la Born This Way Foundation, un'organizzazione con lo scopo di ascoltare ed aiutare i giovani vittime di bullismo e discriminazioni, nonché prevenire i casi di abusi sessuali. Su quest'ultimo tema, Lady Gaga ha scritto con Diane Warren la canzone Til It Happens to You e, durante la sua esibizione agli Oscar del 2016, ha portato con sé sul palco cinquanta vittime di stupro (tra maschi e femmine) come simbolo di sopravvivenza e rinascita dagli abusi. Il 7 aprile 2016 l'allora vicepresidente degli Stati Uniti d'America Joe Biden ha anche invitato Lady Gaga a cantare la suddetta canzone ad una conferenza da lui organizzata all'Università del Nevada sul tema degli abusi sessuali, al fine di sensibilizzare la gioventù.
Altra importante lotta per cui Lady Gaga si è sempre battuta è quella contro HIV/AIDS; ha infatti collaborato assieme all'azienda di cosmetici canadese MAC Cosmetics per due anni consecutivi, nel 2009 e nel 2010, come testimonial del programma Viva Glam i cui introiti venivano totalmente devoluti in beneficenza ai malati di HIV. La cantante, nel 2016, ha unito le forze anche con Elton John in una temporanea linea di vestiti ed accessori, in vendita nei negozi Macy's, i cui ricavati sono andati a beneficiare le rispettive associazioni dei due artisti, la Born This Way Foundation e la Elton John AIDS Foundation.
Nell'ottobre 2017 l'artista ha donato circa 1 milione di dollari alle vittime colpite dall'uragano Harvey e ha aiutato personalmente alcune a demolire le case abbattute dalla tempesta, supportata dal suo team della Born This Way Foundation.
Nel maggio 2019 l'artista ha dato voce al proprio pensiero su Twitter, criticando l'approvazione della legge che rende illegale l'aborto in Alabama.
A seguito della pandemia di COVID-19, Lady Gaga ha collaborato con la OMS e con l'associazione Global Citizens per la raccolta di circa 127,9 milioni di dollari da donare alle strutture medico-sanitarie impegnate nella lotta al virus. Insieme hanno inoltre organizzato il concerto One World: Together at Home, a cui hanno preso parte dalle loro abitazioni circa 100 cantanti da tutto il mondo.

### Attivismo politico

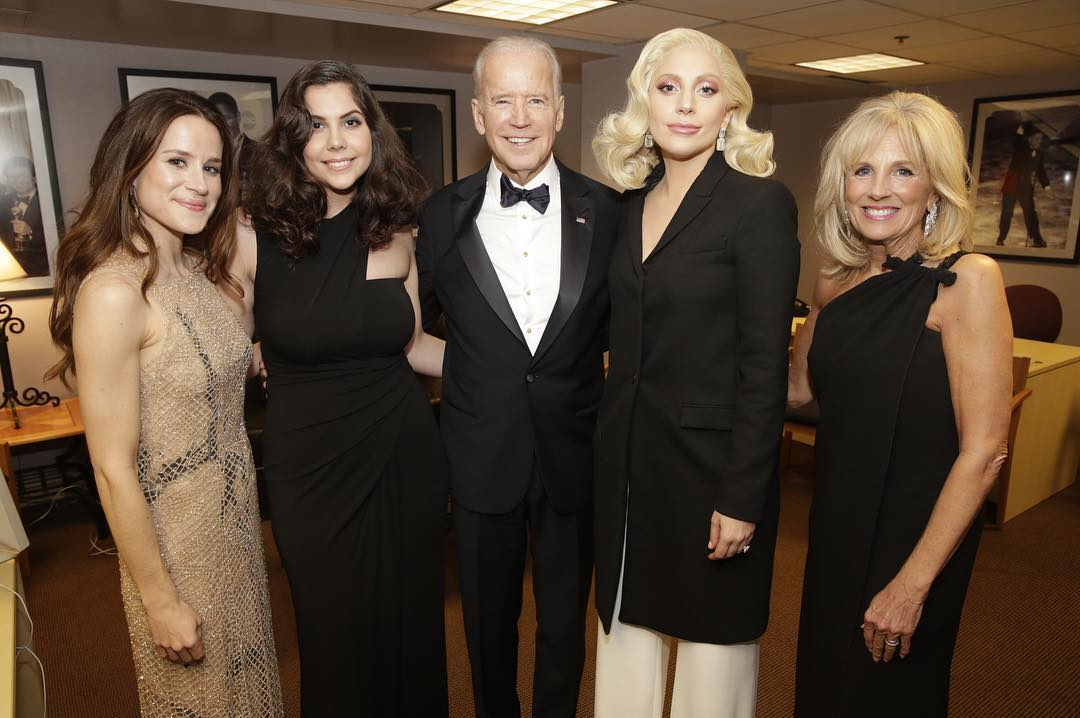
Da sinistra: Ashley Biden, Natali Germanotta, Joe Biden, Lady Gaga e Jill Biden nel 2016

Lady Gaga è sostenitrice del Partito Democratico, e si è più volte schierata pubblicamente a favore dell'allora presidente Barack Obama, appoggiando la sua linea politica. Durante le elezioni per il rinnovo della presidenza statunitense del 2016, la cantante ha preso le parti della candidata Hillary Clinton, esibendosi anche alla Convention Nazionale dei Democratici il 28 luglio 2016 e all'ultimo comizio in Carolina del Nord prima del voto. In seguito alla sconfitta della candidata democratica, Lady Gaga ha protestato davanti alla Trump Tower a New York, simbolo dell'impero Trump e del nuovo presidente statunitense repubblicano Donald Trump. Durante le elezioni per il rinnovo della presidenza statunitense del 2020, la cantante ha sostenuto Joe Biden nel corso della sua campagna elettorale, cantando inoltre l'inno nazionale alla cerimonia di inaugurazione della presidenza di quest'ultimo, avvenuta il 20 gennaio 2021.
Il 26 giugno 2016 Lady Gaga ha partecipato ed è intervenuta alla Conference of Mayors, organizzata dal Dalai Lama Tenzin Gyatso a Indianapolis, che ha avuto come scopo il confrontarsi sulla valorizzazione di gentilezza e compassione all'interno delle città. A causa di tale apparizione pubblica insieme al Dalai Lama, l'artista è stata fortemente criticata in Cina.

## Stile musicale e temi
(Billboard su Lady Gaga)
La struttura della musica di Lady Gaga a inizio carriera è simile al pop degli anni ottanta e l'europop degli anni novanta, che evoca Madonna, Gwen Stefani, Kylie Minogue e Grace Jones. The Fame, l'album d'esordio, medita sulle ambizioni e sul desiderio di essere una celebrità, The Fame Monster esprime il lato oscuro della fama attraverso metafore sui mostri; ogni canzone rappresenta infatti una paura diversa: Bad Romance è la paura dell'amore, Alejandro degli uomini, Monster del sesso, Dance in the Dark del giudizio, Telephone di un partner ossessivo, So Happy I Could Die della dipendenza e Teeth della verità. Born This Way, il secondo album di inediti, comprende temi come amore, sesso, religione, denaro, droga, l'identità, la sessualità, la libertà e l'individualismo ed è cantato in inglese, francese, tedesco e spagnolo. Comprende inoltre molti generi musicali diversi, come opera, heavy metal, discoteca, e rock and roll. Anche il terzo album Artpop affronta temi similari al precedente, ma lo fa con un background artistico, scaturito dall'amicizia della cantante con Marina Abramović e Jeff Koons. Con il quarto album in studio, Cheek to Cheek, Lady Gaga inverte decisamente rotta e, in coppia con Tony Bennett, reinterpreta alcuni standard jazz del passato, ad esempio Lush Life di Billy Strayhorn o Anything Goes di Cole Porter. La critica specializzata ha generalmente apprezzato questa svolta intrapresa dalla cantante, lodando la sua voce e la chimica sul palco tra lei e Bennett. Riguardo al quinto album in studio Joanne, Lady Gaga ha fatto sapere che è l'album più autobiografico e personale fino ad allora prodotto e i temi principali di questo album sono l'amicizia, l'amore, la crescita interiore e la solidarietà, mentre altri brani fanno riferimento a temi diversi; in particolare, Angel Down, è un omaggio a Trayvon Martin, ragazzo afroamericano ucciso dalla polizia in Florida, e più ampiamente in sostegno di tutte le persone di colore, Diamond Heart accenna all'abuso sessuale subito dalla cantante in giovane età e Grigio Girls è stata scritta in sostegno ad una sua amica malata di cancro.

### Estensione vocale

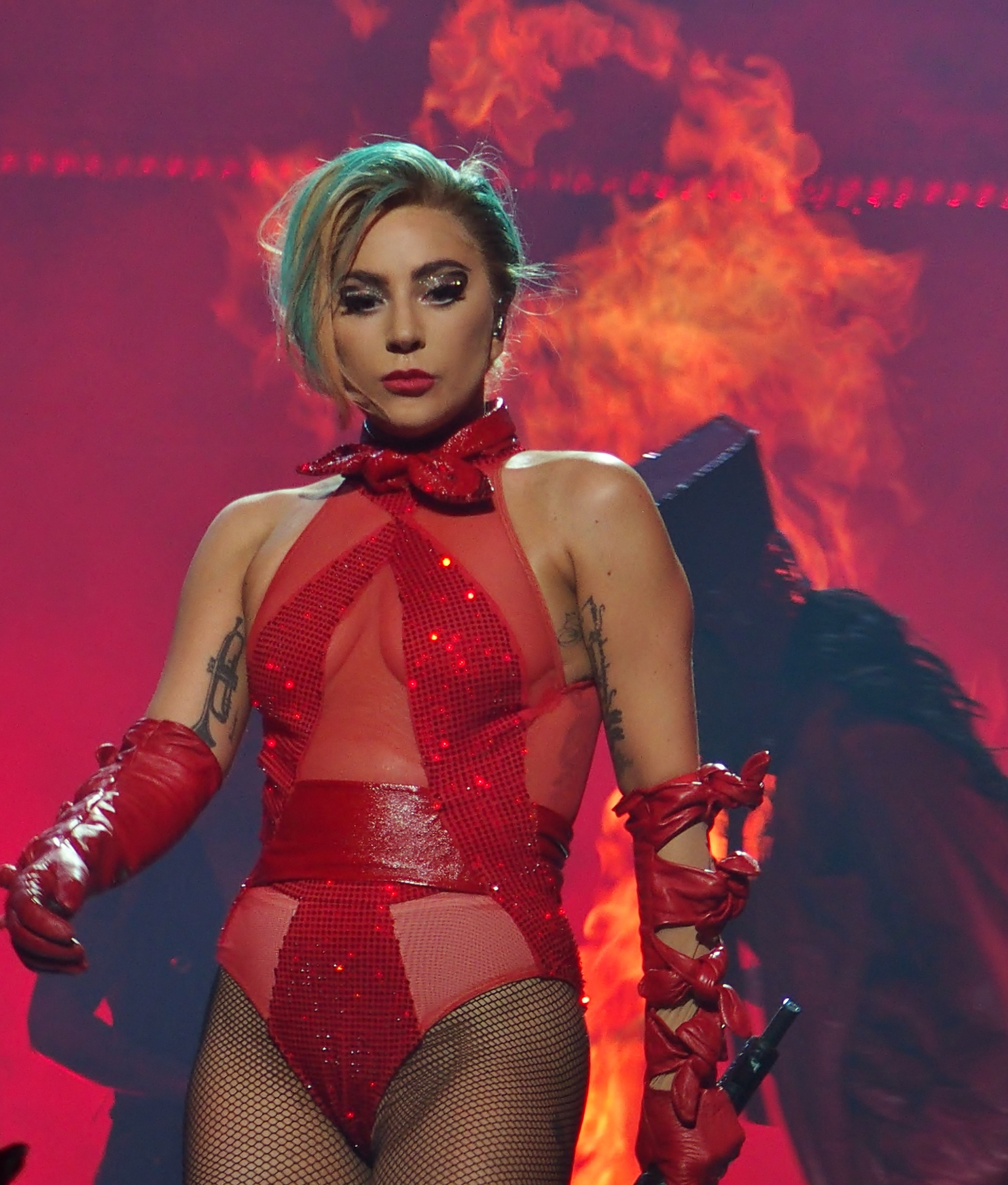
Lady Gaga si esibisce durante il Joanne World Tour a Montréal nel 2017

L'estensione vocale di Lady Gaga è da mezzosoprano che spazia da C3 a B5 e gli esperti ne hanno esaltato la tecnica e potenza, notando come l'artista riesca tranquillamente a passare da note molto alte a note basse e sia capace di destreggiarsi in vari stili musicali come il classico, il pop, il country o il rock, mostrando una grande versatilità interpretativa. Riguardo alla sua voce, la rivista Entertainment Weekly ha scritto: «C'è un'immensa intelligenza emotiva dietro al modo in cui usa la sua voce».

### Influenze
I genitori di Lady Gaga, che le facevano ascoltare canzoni di artisti come i The Beatles, Stevie Wonder, Bruce Springsteen, Pink Floyd, Led Zeppelin ed Elton John, hanno avuto un'influenza significativa sulla sua carriera. Lady Gaga ha indicato come “influenza spirituale” il medico indiano, oratore e scrittore Deepak Chopra. Lo ha etichettato come una "vera ispirazione" dichiarando che «mi ha sempre ricordato di lavorare al servizio dei miei fan e per soddisfare la mia visione e il mio destino», oltre a pensare a Chopra, quando si tratta del suo lavoro come musicista dichiara: «Voglio andare oltre la musica per i miei fan». Musicalmente è influenzata anche da numerosi cantanti dance-pop, come Madonna e Michael Jackson, e da artisti glam rock come David Bowie e Queen. Per la teatralità, invece, è stata influenzata da artisti come Andy Warhol, Marina Abramović e Jeff Koons, dai quali ha tratto numerosissime ispirazioni, soprattutto per il suo terzo album Artpop.
In quanto personaggio spesso provocatorio e fuori dagli schemi, Lady Gaga ha ricevuto vari confronti con Madonna, la quale ha detto di rivedere se stessa all'inizio della carriera riflessa negli esordi di Lady Gaga. In risposta, nel 2012 Lady Gaga ha dichiarato: «Non voglio sembrare presuntuosa, ma il mio obiettivo è quello di rivoluzionare la musica pop. L'ultima rivoluzione è stata lanciata da Madonna 25 anni fa [...] non c'è davvero nessuno che ami Madonna come me. Io sono la sua più grande fan personalmente e professionalmente». Altre ispirazioni musicali di Lady Gaga sono Whitney Houston, Anastacia, Britney Spears, Grace Jones, Cyndi Lauper, Debbie Harry, Scissor Sisters, Prince, Marilyn Manson e Yōko Ono.

## Altre attività

### Moda

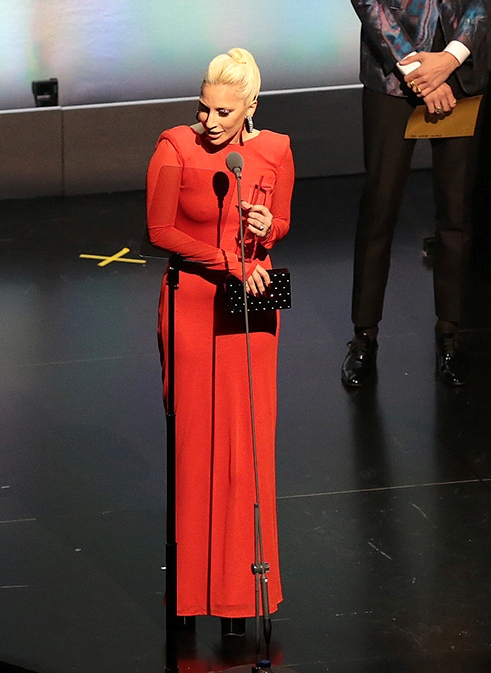
Lady Gaga ai British Fashion Awards 2015

Lady Gaga è nota per il suo stile estroso ed originale che le ha fatto spesso guadagnare l'attenzione dei media e per il quale è stata paragonata alle icone inglesi della moda Leigh Bowery e Isabella Blow e all'artista statunitense Cher. L'adorazione della moda proviene dalla madre, che ha dichiarato essere sempre "molto ben tenuta e bella" e dal defunto designer britannico Alexander McQueen, suo grande amico, che a detta dell'artista, le manca ogni volta che si veste.
Lady Gaga ha debuttato come modella in occasione del salone di Thierry Mugler a Parigi nel marzo 2011 dove ha indossato gli articoli della collezione d'abbigliamento di Nicola Formichetti (suo ex consulente di moda). Ha poi sfilato nuovamente sulla passerella alla sfilata autunno/inverno 2017 di Marc Jacobs.
Nel giugno del 2011 Lady Gaga è stata premiata dal Council of Fashion Designers of America con il Fashion Icon Award, premio che riconosce uno status da icona nella moda, diventando la prima cantante femminile a ricevere tale onorificenza. Ha in seguito scritto come giornalista di moda per la rivista V, dove ha descritto il suo processo creativo, lo studio del mondo della cultura pop, e la sua capacità di entrare in sintonia con l'evoluzione della cultura della musica leggera. È stata inoltre inserita nella lista delle 100 icone della moda stilata dal Time insieme ad artisti come Madonna, Michael Jackson e i Beatles; l'ingresso nella lista è stato giustificato in questo modo: «Lady Gaga è nota tanto per il suo stile scandaloso quanto per le sue hit. Dopotutto, ha sfoggiato abiti fatti di bolle di plastica, pupazzi di Kermit la Rana e carne cruda».
La cantante è molto amica di Giorgio Armani, che ha disegnato numerosi suoi vestiti, tra i quali alcuni per il Born This Way Ball, e di Donatella Versace, con la quale ha collaborato al Born This Way Ball e all'ArtRave: The Artpop Ball e alla quale ha anche dedicato il brano Donatella, contenuta in Artpop. Armani ha dichiarato che collaborare con Lady Gaga è «ogni volta un'esperienza nuova» e che «gli piace la sua capacità di usare la moda come elemento scenico per costruire il suo personaggio».
Dal 2012 al 2018 il suo consulente di moda, nonché fashion director della Haus of Gaga, è stato Brandon Maxwell. Dal 2018 Lady Gaga è assistita da Tom Eerebout e Sandra Amador.

#### Campagne pubblicitarie
- Versace SS 2014
- Tom Ford SS 2016[277]
- Tiffany & Co. - Legendary Styles (2017)[278]
- Tudor - Born To Dare (2017)[279]
- Valentino - Voce Viva (2020)

### Haus Labs by Lady Gaga
Dal 2019 la cantante ha lanciato la propria linea di prodotti cosmetici dal nome Haus Labs by Lady Gaga (in precedenza Haus Laboratories).

### Haus of Gaga

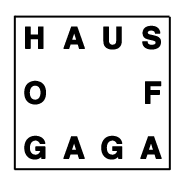
Logo della Haus of Gaga

Lady Gaga ha, sin dall'inizio della carriera, un proprio team di produzione chiamato Haus of Gaga, responsabile della creazione di molti dei suoi vestiti, accessori per il palcoscenico, scenografie per il palco e pettinature. Sono ad esempio creazioni della Haus il pianoforte con le bolle di plastica all'interno, il discostick e gli occhiali fatti con le sigarette, nonché alcuni vestiti sperimentali creati durante la promozione di Artpop, come ad esempio il "Volantis", primo vestito volante al mondo. Insieme sperimentano anche nuovi suoni per i suoi brani. Al progetto partecipano stilisti, produttori e ballerini, dando vita a un team creativo sul modello della Factory di Andy Warhol.

## Controversie
A partire dal 2009, Lady Gaga è stata soggetto di numerosi articoli di giornali online a causa della stravaganza del suo personaggio. All'inizio sono circolati molti articoli riguardanti la sua sessualità: durante un'esibizione al Glastonbury Festival nel 2009, l'artista si esibì con un dildo nascosto sotto il vestito, scatenando pettegolezzi sulla sua presunta transessualità, poi smentita. Dopo l'uscita del video di LoveGame, sempre nel 2009, è stata invece al centro di notizie riguardanti il suo orientamento bisessuale. L'artista ha confermato le teorie che circolavano sul web quando la giornalista dell'ABC News Barbara Walters l'ha intervistata per il suo annuale, affermando: «Sì, in passato ho avuto relazioni sessuali con delle donne». Ha inoltre sostenuto che il singolo Poker Face è un'allusione alla sua attrazione verso le donne.

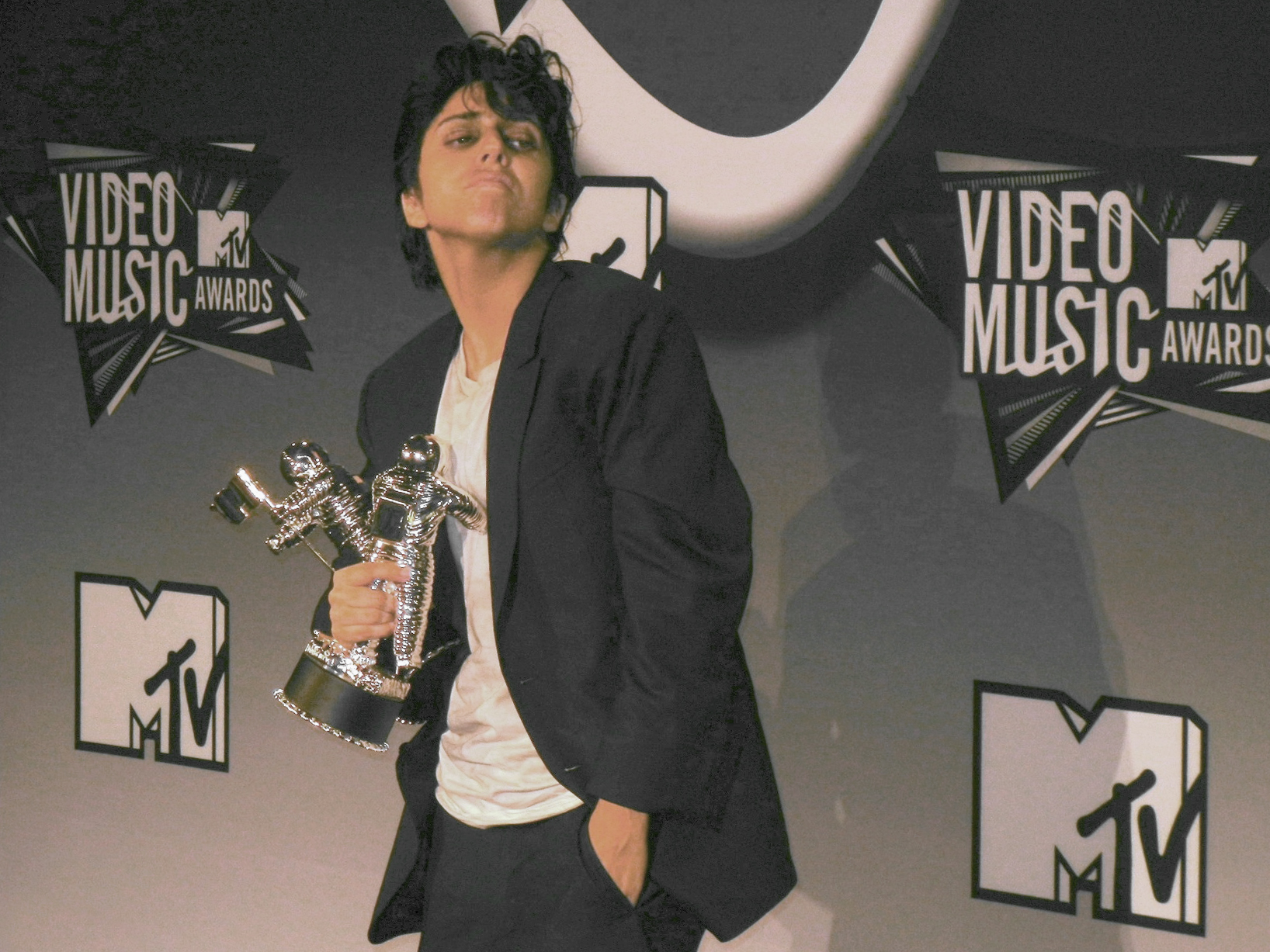
Lady Gaga nei panni del suo alter-ego Jo Calderone agli MTV Video Music Awards 2011

Lady Gaga è stata spesso al centro dell'attenzione anche durante le cerimonie di consegna dei premi: ad esempio non ha risparmiato la "violenza" nella sua esibizione di Paparazzi sul palco degli MTV Video Music Awards 2009, nella quale inscenò la sua morte per la fama, finendo con l'appendersi sanguinante a una corda attaccata al soffitto. L'esibizione è stata annoverata da Billboard tra le migliori nella storia della cerimonia. Anche l'anno dopo la cantante è stata al centro di numerose polemiche: infatti, per accettare il premio "Video dell'Anno", si è presentata sul palco indossando un abito interamente fatto di carne bovina, aspramente criticato dalle associazioni animaliste, come la PETA. Lady Gaga ha poi spiegato che tale vestito voleva essere un simbolo di lotta per i diritti umani, in quanto, come da lei stessa detto: «se non lottiamo per i nostri diritti arriveremo ad avere gli stessi di un pezzo di carne». Il suo anticonformismo si è visto anche agli MTV Video Music Awards 2011, quando si è presentata sul palco nei panni del suo alter ego maschile Jo Calderone e ha sostenuto un monologo da ragazzo innamorato prima della sua esibizione con Yoü and I.
L'artista è stata più volte criticata dalle associazioni cattoliche per i numerosi riferimenti religiosi, giudicati blasfemi, presenti nei suoi video musicali. Ad esempio, dopo l'uscita del video di Alejandro nel giugno 2010, ha destato molto scalpore la scena del videoclip in cui la cantante, vestita da suora, ingoia un rosario. Ha ricevuto molte critiche anche il video di Judas, uscito l'anno seguente nel periodo di Pasqua. Lady Gaga, in risposta, si è sempre professata religiosa e credente, sostenendo che i riferimenti nei suoi video non sono assolutamente blasfemi, bensì hanno il significato opposto. Anche i concerti della cantante hanno destato spesso polemiche, specialmente negli stati più integralisti. Nel 2010 Fred Phelps, capo della Westboro Baptist Church e famoso per la sua posizione omofoba, ha proposto di picchettare davanti al luogo di un concerto di Lady Gaga attraverso un comunicato stampa. Il religioso ha affermato che la cantante, da lui definita una sgualdrina, «insegna la ribellione verso Dio». Il suo terzo tour a livello mondiale, il Born This Way Ball, come anche il precedente, è stato accolto da molti dissensi, specialmente nelle tappe asiatiche. In Indonesia, il Fronte dei Difensori dell'Islam ha affermato con durezza che la cantante "offende tutte le religioni" e "promuove il diavolo", e ha minacciato sommosse violente. Per queste proteste, lo staff della cantante ha deciso di annullare il concerto che era previsto a Giacarta. Sempre durante questo tour, ad Amsterdam, Lady Gaga ha fumato marijuana sul palco, affermando poi che «avrebbe parlato con il Presidente Barack Obama e con Oprah delle sue meraviglie mediche».

## Discografia

### Album in studio
- 2008 – The Fame
- 2011 – Born This Way
- 2013 – Artpop
- 2016 – Joanne
- 2020 – Chromatica
- 2025 – Mayhem

### Album collaborativi
- 2014 – Cheek To Cheek (con Tony Bennett)
- 2021 – Love For Sale (con Tony Bennett)

### Album di remix
- 2010 – The Remix
- 2011 – Born This Way: The Remix
- 2021 – Dawn of Chromatica

### Colonne sonore
- 2018 – A Star Is Born Soundtrack (con Bradley Cooper)
- 2022 – Top Gun: Maverick (Music from the Motion Picture) (con Harold Faltermeyer e Hans Zimmer)
- 2024 – Harlequin
- 2024 – Joker: Folie à Deux (Music from the Motion Picture) (con Joaquin Phoenix)

## Tournée
- 2009 – The Fame Ball
- 2009/11 – The Monster Ball
- 2012/13 – The Born This Way Ball
- 2014 – ArtRave: The Artpop Ball
- 2014/15 – Cheek to Cheek Tour
- 2017/18 – Joanne World Tour
- 2022 – The Chromatica Ball
- 2025/26 – The Mayhem Ball

Tour promozionali
- 2008 – Just Dance Promo Tour
- 2016 – Dive Bar Tour
- 2025 – The Art of Personal Chaos

Residency show
- 2014 – Lady Gaga Live at Roseland Ballroom a New York
- 2018/24 – Lady Gaga: Enigma + Jazz & Piano a Las Vegas

## Filmografia

### Attrice

#### Cinema
- Men in Black 3, regia di Barry Sonnenfeld (2012) – cameo, non accreditata
- Machete Kills, regia di Robert Rodriguez (2013)
- Muppets 2 - Ricercati (Muppets Most Wanted), regia di James Bobin (2014)
- Sin City - Una donna per cui uccidere (Sin City: A Dame to Kill For), regia di Robert Rodriguez e Frank Miller (2014)
- A Star Is Born, regia di Bradley Cooper (2018)
- House of Gucci, regia di Ridley Scott (2021)
- Joker: Folie à Deux, regia di Todd Phillips (2024)

#### Televisione
- I Soprano (The Sopranos) – serie TV, episodio 3x09 (2001) – non accreditata[298]
- The Hills – serie TV, episodio 4x05 (2008)[299]
- Gossip Girl – serie TV, episodio 3x10 (2009)
- American Horror Story – serie TV, 15 episodi (2015-2016)
- Friends: The Reunion, regia di Ben Winston – speciale TV (2021)
- Mercoledì (Wednesday) – serie TV (2025)

#### Documentari
- Lady Gaga: Inside The Outside, regia di Davi Russo (2011)
- Katy Perry: Part of Me, regia di Dan Cutforth e Jane Lipsitz (2012)
- Gaga: Five Foot Two, regia di Chris Moukarbel (2017)

### Doppiatrice
- I Simpson (The Simpsons) – serie animata, episodio 23x22 (2012)

## Programmi televisivi
- Boiling Points – programma MTV (2005) – non accreditata[300]
- Lady Gaga Presents the Monster Ball Tour: At Madison Square Garden – speciale HBO (2010)[301]
- A Very Gaga Thanksgiving – speciale ABC (2011)
- Dick Clark's New Year's Rockin' Eve (2011)[302]
- Lady Gaga & the Muppets Holiday Spectacular, regia di Gregg Gelfand – film TV (2013)
- Tony Bennett and Lady Gaga: Cheek to Cheek Live! – speciale PBS (2014)[303]
- Variety Studio: Actors on Actors (2016, 2018, 2022)[304]
- America's Next Drag Queen (RuPaul's Drag Race) (2017) – giudice ospite, episodio 9x01
- One Last Time: An Evening with Tony Bennett and Lady Gaga – speciale CBS (2021)
- Gaga Chromatica Ball, regia di Lady Gaga - speciale HBO Max (2024)

## Riconoscimenti

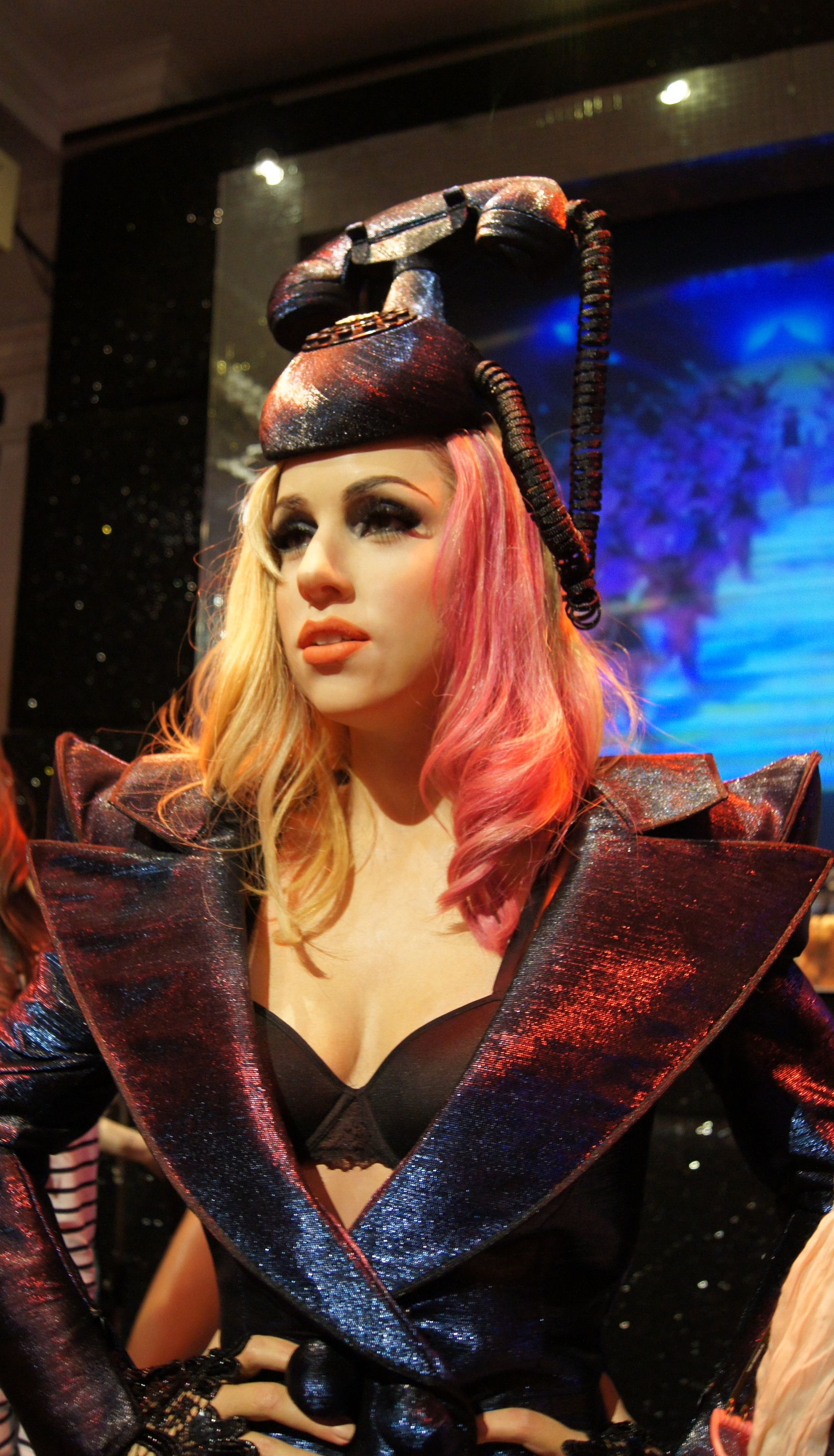
Statua di cera raffigurante Lady Gaga al Madame Tussauds di Londra

Lady Gaga è una tra le artiste più premiate del panorama musicale. Tra i suoi premi si annoverano un Premio Oscar, un Premio Emmy, quattordici Grammy Award, tre BRIT Award, due Golden Globe, un Premio BAFTA (alla migliore colonna sonora, prima donna a riceverlo), 18 MTV Video Music Awards, 12 MTV Europe Music Awards, 3 American Music Award, 13 Guinness dei primati, un Contemporary Icon Award dalla Songwriters Hall of Fame (di cui l'artista è stata la prima ricevente nella storia), un Young Artist Award per i suoi traguardi raggiunti in giovane età e un Jane Ortner Artist Award dal The Grammy Museum per aver dimostrato passione e dedizione nell'educare tramite l'arte. Lady Gaga è stata anche la prima cantante femminile a ricevere il Fashion Icon Award dal Council of Fashion Designers of America, venendo consacrata a icona di stile.
Nel 2009 la rivista statunitense Billboard l'ha inserita al 73º posto tra i migliori artisti del decennio 2000-2009 e nel 2013 all'81º nella lista degli artisti con i migliori risultati nella Billboard Hot 100; nel 2015, durante l'evento Billboard Women in Music, l'ha invece eletta "Donna dell'anno", consegnandole un premio durante una cerimonia in suo onore. La rivista TIME ha inserito Lady Gaga tra le 100 icone della moda di tutti i tempi, e, per due volte, nel 2010 e nel 2019, nella classifica delle 100 persone più influenti del mondo.
Anche il settimanale Forbes l'ha posizionata a partire dal 2010 nella top ten delle celebrità più influenti del decennio (in quell'anno al 2º posto, poi al primo, nel terzo anno al 4º e nel 2013 al 2º). Sempre la stessa rivista pubblica annualmente la classifica delle donne più influenti del mondo, e la cantante è presente ininterrottamente anche in questa lista dal 2010 al 2014 (7º posto in quell'anno, poi 11º nel 2011, al 14º posto nel 2012, al 45º nel 2013 e 67º nel 2014). Nel 2018 la rivista inserisce inoltre l'artista alla posizione numero 55 delle cento celebrità più pagate durante l'anno, con un ingresso pari a 50 milioni di dollari.
Il 9 dicembre 2010 il museo Madame Tussauds ha inaugurato contemporaneamente otto statue di cera di Lady Gaga in otto parti del mondo diverse, ossia New York, Los Angeles, Las Vegas, Londra, Berlino, Amsterdam, Hong Kong e Shanghai, rendendo la prima artista ad aver ricevuto un tale numero di riproduzioni tutte insieme.
Lady Gaga detiene anche il record come artista debuttante con il tour di maggior successo commerciale della storia, in quanto il Monster Ball Tour ha incassato 227 400 000 dollari in 203 date e ha avuto circa 2,5 milioni di spettatori. Con i suoi tour mondiali la cantante ha guadagnato più di 800 milioni di dollari, imponendosi tra gli artisti con maggiori incassi nel panorama musicale.

## Doppiatrici italiane
Nelle versioni in italiano delle opere in cui ha recitato, Lady Gaga è stata doppiata da:
- Benedetta Degli Innocenti in A Star Is Born, House of Gucci, Joker: Folie à Deux
- Tiziana Avarista in Machete Kills, Sin City - Una donna per cui uccidere
- Chiara Gioncardi in American Horror Story
- Francesca Manicone in Friends: The Reunion

Da doppiatrice è sostituita da:
- Myriam Catania ne I Simpson